# 日本マクドナルド
日本マクドナルド株式会社（にほんマクドナルド、英: McDonald's Company (Japan), Ltd.）は、アメリカのファーストフード・ハンバーガーレストランチェーン、マクドナルドを日本においてフランチャイズ展開している企業。

## 概要
アメリカのファーストフードチェーン、マクドナルドの日本におけるフランチャイズ企業。日本国内のマクドナルドは2024年時点において2,950店舗で展開しており、全世界ではアメリカと中国に次いで3番目に店舗数が多い。日本のハンバーガー市場における市場占有率（シェア）は1990年代後半から2000年代において60パーセント (%) 台 - 70%台 である。
もともと藤田商店との合弁出資で創業し、日本流にローカライズした商品・サービス・経営を融合させて店舗数・売上の拡大を遂げ、2001年7月にJASDAQ市場に株式上場を果たすも、2003年12月をもって提携関係を解消し、2004年からアメリカ・マクドナルドの経営支配下となった。
2002年7月に（初代）日本マクドナルドが純粋持株会社「日本マクドナルドホールディングス」へ改称し、本業は新設分割した日本マクドナルド（2代目）に承継され現在に至る。2024年7月現在のCEO（代表取締役社長）はトーマス・コウ、代表取締役会長は日色保。

### 日本における「マクドナルド」名称・表記・発音の由来
日本向けの正規の名称・表記は「マクドナルド」である。
日本において設立準備時、アメリカ合衆国での“McDonald's”の発音にならいカタカナ表記は「マクダーナルズ」と表現されていた（発音に関する詳細はマクドナルド#各国における呼称を参照）。しかし、藤田田日本マクドナルド初代社長が、「『マクダーナルズ』では日本人には発音し辛く馴染まないから、所有格の'sを省略し、日本語的に3・3の韻になるように」という理由と、看板にした時の字面とバランスを考慮した上で「マクドナルド」に決定された。

#### 日本における通称
公式な略称、通称、愛称は特に存在しないが、日本の消費者の間で自然と「マック」「マクド」といった呼称が生まれ、前者は日本全国で、後者は西日本で多用される傾向にある。ただし、当社では呼称を統一する意思はなく、従業員の間でも両方が使用されているという。
2016年に日本マクドナルドが行った社内調査によれば、「マクド」と呼称する地域は近畿地方と四国地方の11府県（三重県、滋賀県、京都府、大阪府、兵庫県、奈良県、和歌山県、徳島県、香川県、愛媛県、高知県）であり、このうち滋賀県、三重県と四国4県は「マック」との併用であった。近畿地方も若い世代は「マック」派が増えている。
日本マクドナルドは「ビッグマック」や「朝マック」など商品サービス名に「マック」を使用しているが、「（マックとマクドの）どちらも、お客さまが親しみをもって呼んで頂いていることなので、正解というのはありません」と説明している。
新聞の紙面や放送局のニュース番組における見出しなどで「マクドナルド」を省略して表記する際、通常は「マック」と表記するが、近畿地方向けのニュースは一部「マクド」に差し替えられている場合がある。2014年7月23日付の朝日新聞で期限切れチキンナゲット問題を取り上げた際、東京本社版の見出しは「マック、ファミマ ナゲット販売中止」であったが、大阪本社版（北陸・中国・四国地方向けは除く）の紙面は「マクド・ファミマ販売中止」としており、朝日新聞以外の全国紙毎日、読売、産経の関西向け紙面 や京都新聞と神戸新聞で同様の傾向が見られる。毎日新聞では近年、東京で「マック」としてきたものを関西向け紙面でもそのまま用いる事例も増えている。テレビ番組でも、2022年9月26日に放送された『情報ライブ ミヤネ屋』（日本テレビ系列）にてマクドナルドとミスタードーナツ商品の値上げに関するニュースを取り上げた際、同番組の制作局である読売テレビが大阪市のテレビ局であることから、見出しに「『マクド』と『ミスド』がことし2度目の値上げ」と表示されたため、司会の宮根誠司が補足説明を行った。
東洋経済新報社の会社四季報では「マクド」や「マクドHD」と省略している。証券会社は、アップルのMacintoshのような「マック」の略称を持つものとの混同を防ぐために「マクド」を用いることもあるが、「マクドナルド」と表示することもある。

## 歴史

### 創業期
藤田商店の社長（当時）藤田田がアメリカよりフランチャイズ権を獲得。マクドナルド子会社・日本マクドナルド株式会社を設立し、1971年（昭和46年）7月20日に、第1号店である銀座店を銀座4丁目の「銀座三越」の店内に開店した。日本マクドナルドは米国マクドナルドと藤田商店との合弁企業であり、前者が製造と販売のマニュアル・技術の提供、後者がマネージメント提供、出資率は折半、「社長以下全社員が日本人」、ロイヤリティは双方とも1%という異例の取り決めだった。
同時期に大手スーパーのダイエーを経営していた中内㓛や東京・ひばりが丘で地域スーパーを経営していた横川家もマクドナルドのエリアフランチャイズ権を獲得すべく、交渉に乗り出していたが、ライセンス料や出資比率、主導権などの面で折り合わず、交渉はご破算となった。後にダイエーは独自でハンバーガーチェーンの「ドムドムハンバーガー」、横川家は業態をファミリーレストランに切替え、「すかいらーく」をそれぞれ立ち上げた。
当初マクドナルド本社からは、アメリカと同様な郊外型の店舗で展開するよう指示があった（交通量の多い神奈川県茅ヶ崎市を希望したといわれる）。しかし、1号店として郊外でなく東京都中央区銀座にこだわったのは、「（開店当時は）銀座が流行の情報発信基地だ、銀座で話題になれば商売も必ず成功する」と踏んだ藤田の発案による。
1号店として三越にこだわったのも、交差点角という絶好の立地条件からであった。「ここしかない」と、藤田は三越まで直談判に行くが、当時藤田と掛け合った銀座店店長で後に社長となる岡田茂から、「三越の営業の邪魔にならぬよう、火曜日朝に開店できるなら出店してもらっても構わない」と無理難題を突き付けられる。当時、銀座三越は月曜日が定休日で、これは「日曜日の閉店時刻（18時）から火曜日の開店時刻（10時）までに、水周りを含め全ての作業を終わらせた上で開店させることができるなら、出店を許可する」といった意味であった。
作業できる時間は実質40時間しかなかったが、どうしても銀座三越にこだわった藤田は都内の空き地で銀座三越の出店予定スペースを再現し、作業員に何度も何度もシミュレーションさせた。最初は60時間近くかかったが、練度が上昇すると、39時間足らずで作業を終わらせた。
1号店として開店した店舗は、面積129平方メートルと非常に小さな持ち帰り専門店で客席がなかった。1号店は新宿の本社内に資料として再現されている。当時の物価としてハンバーガー1個の価格がやや高額ではあった。第1号店の開店初日に壁に掲げられたメニューボードには「ハンバーガー 80円、チーズバーガー 100円、ビッグマック 200円、フィレオフィッシュ 100円、マックフライ 70円。マックシェイク 120円、コーヒー 50円、コカコーラ 50円・100円、ファンタ 50円・100円」などと表示されていた。 それでも、藤田の狙い通りこの店は大変な評判になり、日本各地に続々と店舗が設けられた。
1号店が銀座で開店した当時、銀座で歩行者天国が始まり毎週末に非常に大勢の人々が銀座に集まるようになり、「路上でハンバーガーを食べるのがカッコイイ」などとされ、路上で食べるスタイルがブームになった。1号店は開店1年後に「1日あたりの売上が世界一」を記録 してアメリカにあるマクドナルドの本社も驚いた。
同年7月24日に、2号店である東京都渋谷区の代々木店が開店。その後も日本の中心地へ集中的に出店を続け「都会で話題とする」藤田の戦略が成功した。1号店の銀座店は再開発に伴い2007年に閉店し、2号店の代々木店が、現在も営業を継続している中で最も歴史の長い店舗となった。
1号店の初代店長は山迫毅（さまさこ たけし）で、1号店開店のわずか1ヶ月前に入社してアメリカから送られてきた英語のマニュアルを自分で翻訳し、店舗の運営のしかたを学んでいったという。1号店は大成功をおさめ、山迫はその功績を認められ、1号店の開店から2年後には、マクドナルド社内の人材トレーニング部署である「ハンバーガー大学」でトレーニングをする講師となった。この「ハンバーガー大学」で多くの従業員が育てられ全国の店舗で活躍した。
ドムドムハンバーガーやケンタッキーフライドチキンは、マクドナルド1号店が出店した前年の1970年に一応、すでに1号店を出店してはいたが、マクドナルド1号店の登場は影響力が大きく、日本人のハンバーガーに対する価値観に多大な影響を与えた。マクドナルド1号店から日本でも（本格的に）ファストフードの文化が広がってゆくことになった。

### 拡大時代
1977年以降は、アメリカに似たドライブイン型店舗、ドライブスルー併設店舗も展開するようになった。
1982年8月、日本マクドナルドの開発によるPOSシステムをマクドナルドアメリカ法人が採用。
1985年頃、商品購入時に2問の設問が付いたくじが配布された。全問正解でハンバーガー、ポテト、ドリンクのいずれかがもらえるというものだった。これは数年間継続され、後年は設問を一般公募した（採用者の一部は宣伝にも出演。）。くじの配布は手を変え品を変え、現在でも何らかの宣伝で使用されている。
1987年、ハンバーガーと飲料とポテトを組み合わせると、価格が安くなる「サンキューセット」を発売しヒットする。これはこの年の流行語ともなった。このセットは同業他社にも影響を与え、ロッテリアがサンパチトリオを登場させたが、同社もそれに対抗し1988年には更に値下げをした「サブロクセット」として新展開した。
1990年12月20日、山形県第1号店「山形やよい町店」開店、これで全都道府県進出を達成。
1990年代には厨房が狭く、品揃えも限定した「ミニマック」（この名称は現在は廃止）という形態の店舗を数多く出店した。

### 価格破壊とデフレの勝ち組
1994年、「エブリディ、ロープライス」を宣伝文句に「バリューセット」を開始した。ハンバーガーセットとビッグマックセットを大幅に値下げした。その後、1995年にハンバーガーの価格を一気に値下げした。対抗上、これに追随して値下げをするファストフードチェーンが続出し、価格破壊競争が起こった。
1995年、為替が$1=80円近辺と急激な円高が発生し、牛肉やジャガイモなど原料の輸入コストが大幅に値下がり為替差益を享受できたことから、ハンバーガー単品の価格を創業当時の価格へ値下げしたが、円安推移に戻ったことなどから、後に従来の価格に戻された。
2000年（平成12年）2月14日、「平日半額キャンペーン」として、平日はハンバーガー・チーズバーガーを、同年9月よりフィレオフィッシュを値下げして販売することを開始した。それまで「若者の食事」と見做してハンバーガーを食べることに躊躇していた40代・50代が世の中の不景気で小遣いが減少する中「安くて手軽に食べられる」と、再びマクドナルドへ足を向けるようになり、2000年内でキャンペーン終了時期を明示したが、幾度か延長した。キャンペーンに成功したマクドナルドは2001年時点では「デフレ時代の勝ち組」ともてはやされるようになり、ジャスダック市場に株式上場を果たした。
同業他社の追随のみならず、2001年7月に吉野家が牛丼並盛を値下げするなど、マクドナルドの値下げは日本全国で連鎖的に価格破壊を引き起こし、平成不況下でのデフレ時代を象徴する言葉として「デフレバーガー」などの流行語が生まれた。

### 赤字転落とブランド失墜
2001年から2002年にかけて平成不況が長引いて株価が低迷、為替も一時期 $1=140円台をつけるなど逆に円安に振れたことや客単価が下がったことから収益が悪化、2002年創業以来初の赤字決算となってしまう。加えてそれまで行われたことがなかった不採算店舗の閉鎖をこの時期初めて実施するようになる。
経営収支を立て直すため、「平日半額キャンペーン」を2002年2月14日を以て終了した。ハンバーガーの通常価格を値下げするが、平日半額からは値上げとなり消費者が大きく反発して客離れを引き起こしてしまう。再度客を呼び戻そうと、同年8月にハンバーガーをさらに値下げするが、値下げに慣れてしまった消費者にはインパクトがなく、期待したようには客足が戻らなかった。
価格破壊戦争を引き起こした結果、経営悪化と「ハンバーガーは安物食品である」というイメージを消費者に与えてしまい、ブランドイメージが大きく損なわれた。藤田は戦略失敗による経営責任をとり、引退する。その後日本マクドナルドは米国マクドナルドの直轄体制となり、現在に至る。
2002年2月、会社分割による持株会社体制へ移行。商号を「日本マクドナルドホールディングス株式会社」に変更した。
2003年、ハンバーガー事業の立て直しを図るため希望退職者募集、藤田商店との関係清算、他事業からの撤退等、組織と経営資源の再編成を行った。

### 高級路線戦略の迷走とバリュー戦略の見直し
2004年、失墜したブランドイメージの回復を目指し、より魅力あるブランドの構築のため「長期的視野に立ったレギュラーメニューの強化」「バリュー戦略の効果的な展開」、そして継続的なブランド戦略である「"i'm lovin' it"の訴求」を強化して取り組む方針を打ち出した。
その第一弾として、同年3月8日から新レギュラーメニュー「フィッシュ マックディッパー」、同年6月16日から「ハンバーガーの"王道"」と銘打ち、フラッグシップレギュラーメニューとして「マックグラン」「ダブルマックグラン」「トマトマックグラン」が全国で発売開始された。これらはバンズを専用のものに変更するなどし、高級感を持たせるメニューとして販売した。
しかし、「マックグラン」シリーズは当初から低調傾向で「ダブルマックグラン」は程なく店頭メニューから消え、残りの2つも大幅値下げをして継続したが、200円台では原価率が高い販売効率の悪い商品となったこと、メニューの中での位置付けが曖昧なこと、不振により定番メニューの刷新が必要となったこと、戦略の見直し（後述）などの影響もあり、2005年10月27日に「マックグラン」シリーズと「フィッシュマックディッパー」は販売終了となった。
2005年、安価戦略の見直しを中心として、客側にとって「納得感」の高い価格体系を再構築していく計画を示した。同年8月に戦略的なメニューの開発を目的として、従来の商品開発部門の機能を強化・発展させた新組織「メニュー開発本部」が発足、マクドナルドらしい競合優位性のあるメニュー開発に向けた体制を強化し、商品提供システムを、作り置きをする「ダイレクトオペレーション」から、顧客オーダーを受けてから作る「Made For You」へ変更した。
2005年10月28日に各種メニューの改定が行われ、期間限定メニュー（同年10月28日 - 11月24日）として「えびフィレオ」が登場。バリューセットで選択できるサイドメニューから「チキンマックナゲット」が外され、「マックフライポテト」と「ガーデンサラダ」の二択制に改められ、「プチパンケーキ」と「アイスクリームバニラ」がそれぞれ値上げされた。中でも「えびフィレオ」は2005年に登場した期間限定商品の中で、単品商品としてNo.1の売れ行きとなり、若い女性を初めとした幅広い客層から支持を得ていたこともあって、2006年1月13日からレギュラーメニューへ昇格した。
2006年の改定ではより積極的にメニュー表の目立つ所に高価な品を配置、POPを利用したセットメニューのアピールなどの取り組みが行われている。創業初の試みとしてサラダをメインとしたセットメニューが発売された。合わせて既存商品の値上げを行ったほか、安価セットで一部の商品を選択した際にも追加料金が掛かるように改定されたが、依然として売り上げの多い100円マックは存置されている。他にも販売店舗が限られる商品として、かつて販売していたシャカシャカポテトを復活させた。これは午後2時から販売する「シャカシャカポテトパック」として提供されている。
そのほか、野菜を使ったメニューの導入展開による新たなる顧客獲得や、ブランドイメージへの取り組みなど、日本経済への世相に合わせた対策・対応が続いている。
- リニューアル前の都市型店舗の外観。カウンターが道路に直接面しており、客席は2階にある形式の店舗（新宿にて。2006年撮影）
- 入り口にガラスのドアがあり、入ると客席が並び、奥にカウンターとキッチンがある形式の店舗（東京、2008年撮影）
- 表参道店。オープンカフェ形式の店舗（2007年撮影）
- 店舗リニューアルが行われた
都市型店舗の一例
- 日本のドライブスルー併設店舗の一例
- 西武運輸（現・セイノースーパーエクスプレス）所有の国内輸送専用20 ft型給電式冷凍コンテナ。
マクドナルド専用食材委託工場からの製品輸送用として、神戸 ⇔ 沖縄離島地域間で活躍した。（六甲アイランド（神戸港）にて1994年4月8日撮影。）
- マクドナルドのハンバーガー（2007年撮影）

### 100円マック拡充戦略の試み

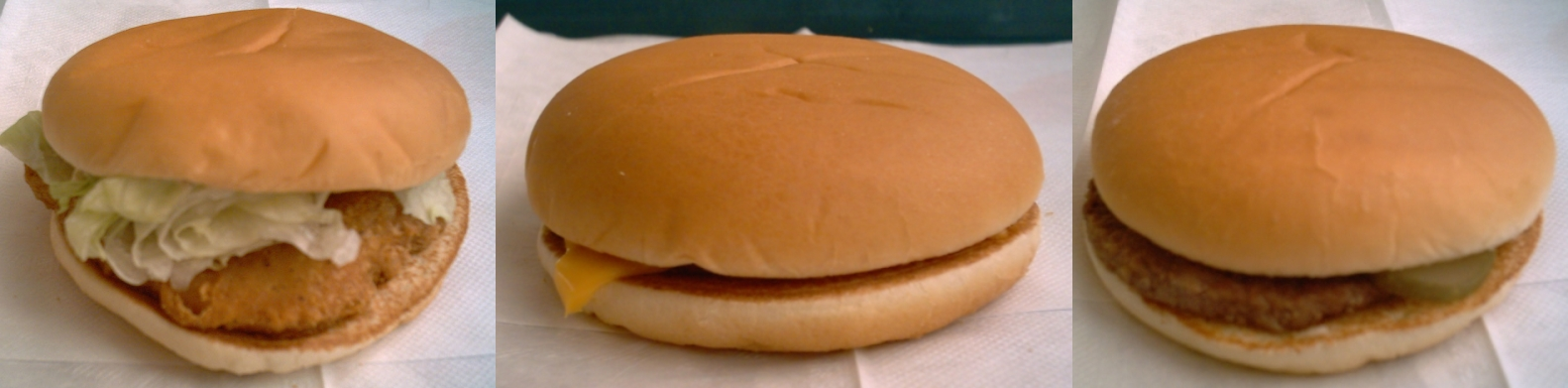
マックチキン・チーズバーガー・ハンバーガー 低価格メニューの一例

2006年9月、「100円マック」が拡充され8品目となった。単価の高い高価格化路線を同業他社が取っていることで、この追加した100円マックは、従来のセットメニューを利用するユーザーに「ついで買い」しやすい100円メニューの拡大・品目の豊富さをアピールして、販売カウンターのメニュー表には、セットメニューの近くで目立つお薦め表示がされている。この試みは着実な成果を上げ、2006年の既存店の売上高は前年同月比8月10%増、9月の12%増、来店客数も前年同月比と比べて9月は5.4%増と、高価格メニューと低価格メニューを両立した戦略で回復基調を堅持している。2008年（平成20年）7月18日より新レギュラー商品として「マックベーカリー」（菓子パン）を設け、「メロンパン」「チョコデニッシュ」「シュガークロワッサン」を全国発売 していたが、同年9月18日から発売の「シナモンメルツ」などの影響もあり売り上げが低迷、同年10月上旬に販売終了した。2019年10月1日からの消費税増税に伴いハンバーガー、チキンクリスプが値上げ。よって100円で購入出来るサンドイッチが無くなった。

### クォーターパウンダー販売戦略
1970年代後半に全国発売されたが、その後在日米軍基地周辺地域店舗限定メニューに縮小されたクォーターパウンダーが、2000年代中盤以降多彩な展開を行っている。2003年に東京都内一部店舗・期間限定販売、2007年11月から熊本地域限定発売、2008年11月には東京都内でPR店舗を期間限定オープン、同年11月28日には関東圏地域拡大発売、同年12月23日には御堂筋周防町店にて関西で初めて発売された。そこには約15,000人が来店し、徹夜組も含めたおよそ2,000人が、1キロメートルにも渡る長蛇の列を作った。
しかし、来店した中の1,000人は人材派遣会社フルキャスト等に依頼して「エキストラの仕事」として集められたアルバイトで、サクラとして行列先頭に前夜から並び、開店イベントにも参加した女性が、プロのイベントコンパニオンであったことが判明している。
これらの影響によって御堂筋周防町店が一日の売り上げ1002万円を記録し、1日あたりの店舗売上高の過去最高記録（当時）を更新したことを同年12月24日に発表。更に2009年4月29日には「クォーターパウンダー」のみを販売するPR店舗「QUARTER POUNDER SHOP 428」として展開した東京・渋谷東映プラザ店が1245万円（速報値）を記録し、1日あたりの店舗売上高の過去最高記録を更新した。

### 2010年代前半の低迷と業績の回復
日本マクドナルドは、原田社長のもとクォーターパウンダーその他の高単価の期間限定商品、その他の新商品・新サービスの導入や、不採算店の大規模な閉鎖により2010年代初頭に業績を回復させた。しかし2012年に入ってからは、客単価の落ち込みに苦しむこととなった。日本マクドナルドは、カウンターメニューの廃止 や、60秒以内に商品を手渡せなければ無料券を配布するなどの新たなキャンペーン によりテコ入れを図ったが、顧客からの反応は今ひとつであった。客単価を高めるため、商品価格の見直しや、さらなる高単価商品の導入を行い、結果として客単価は回復を見せたものの、顧客数が減少することとなり、既存店売上高は低迷し続けた。
このような状況に鑑み、2013年8月27日、原田社長は日本マクドナルドの社長職を退き会長に就任、日本マクドナルドでマーケティングを担当していた経験のあるサラ・カサノバが後任の社長に就任した。その後も、2014年7月の中国メーカー製の期限切れチキンナゲット販売問題（後述）や2015年1月の異物混入事件（後述）により顧客離れが進み、2015年12月期の赤字は過去最大であった。業績の低迷に米国マクドナルドは日本マクドナルドの株式売却を検討するに至った。
しかし、カサノバ社長は、2015年の間、日本の全都道府県を訪問し、顧客からのヒアリングを行い、品質管理の向上、顧客への「食の安全」情報提供の強化、新たな低価格商品の導入などを軸とした「ビジネスリカバリープラン」を策定・実施した。このビジネスリカバリープランや、創業45周年記念商品・ポケモンGOとのコラボレーションイベントの奏功により、2016年に入ってから既存店での売上高は堅調な回復を見せ、2017年もこの回復傾向は継続している。

### 9年ぶりに最高益を記録
2020年2月、日本マクドナルドホールディングスは令和2年（2020年）12月期の連結業績予想で営業利益が前期比3.5%増の290億円と、平成23年（2011年）12月期以来9年ぶりに過去最高となる見通しを示した。
最終的な2020年12月期（連結）の営業利益は312億9000万円と9年ぶりに最高益を記録した。
コロナ禍でドライブスルーによる持ち帰り購入が増え、客単価が上昇したことやマックデリバリーやUber Eats、出前館などデリバリーサービスの強化、拡大が背景にあるとされる。
2021年8月、2021年1-6月期の連結営業利益が過去最高を更新し、172億2600万円だったと発表した。中間期の営業最高益は2期連続。2021年12月期の連結業績予想を売上高3120億円（前年比8.2％増）、営業利益340億円（同8.7％増）、当期純利益210億円（同4.0％増）と上方修正した。

### 名前募集バーガー
2016年2月2日に日本マクドナルド史上初の試みとして新商品となるハンバーガーの名前の募集を開始した。名前決定前は仮称として「北海道産ほくほくポテトとチェダーチーズに焦がし醤油風味の特製オニオンソースが効いたジューシービーフバーガー」を使用していたが、最終的には「北のいいとこ牛っとバーガー」に決定したことが同年2月22日に発表され、翌2月23日より正式名称にて期間限定で販売された。

## 沿革
- 1971年（昭和46年）

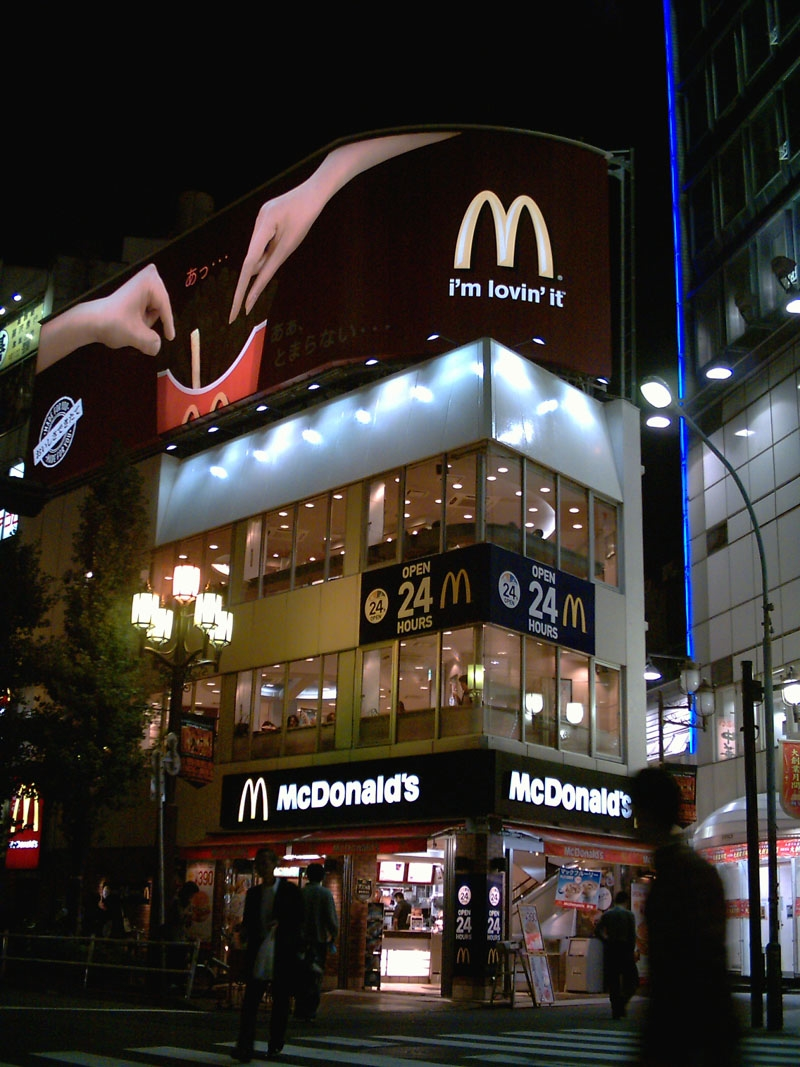
都市型・リニューアル店舗の一例
700号店（西武新宿店）

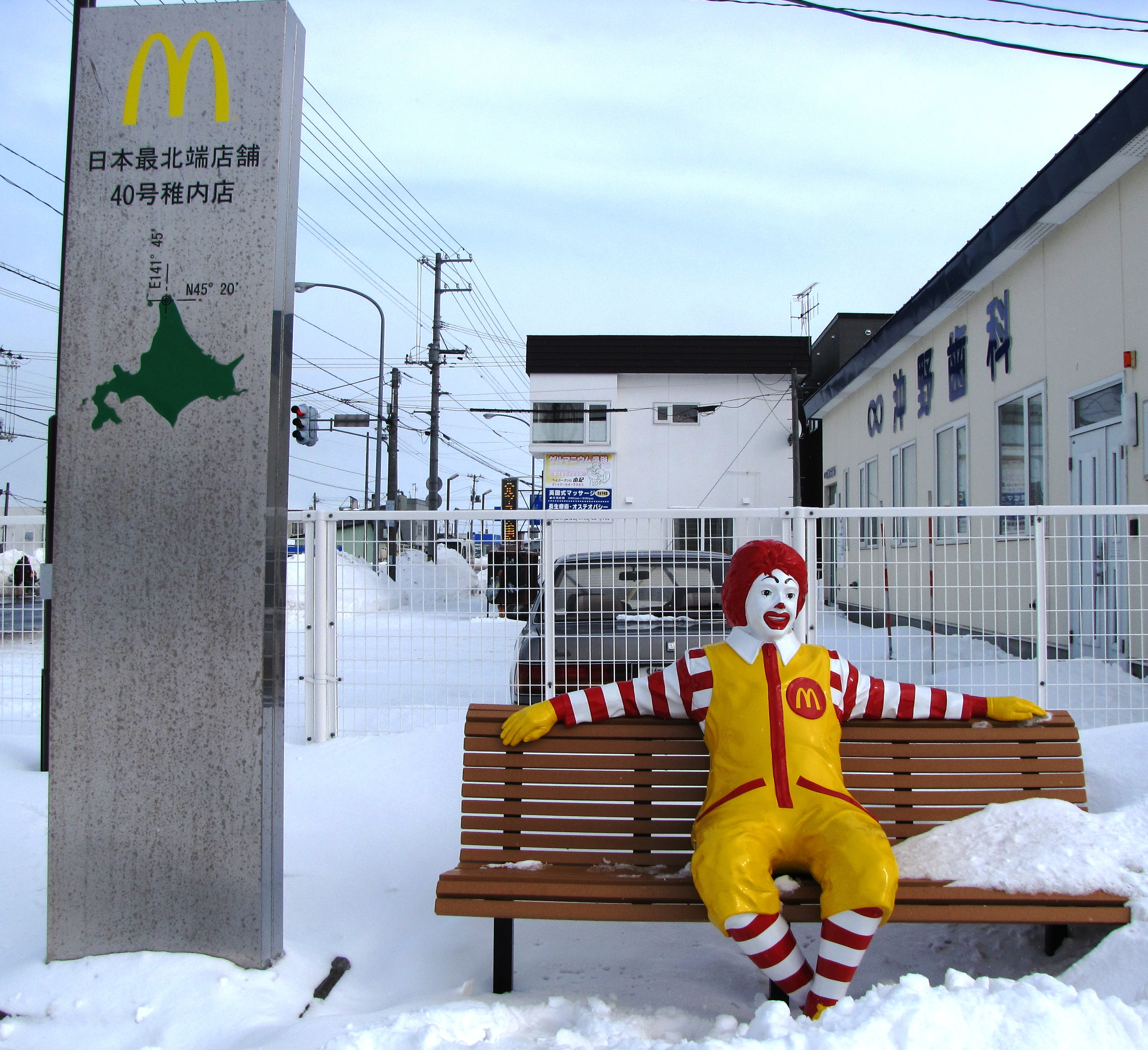
日本最北端店舗記念オブジェ（北海道稚内市）

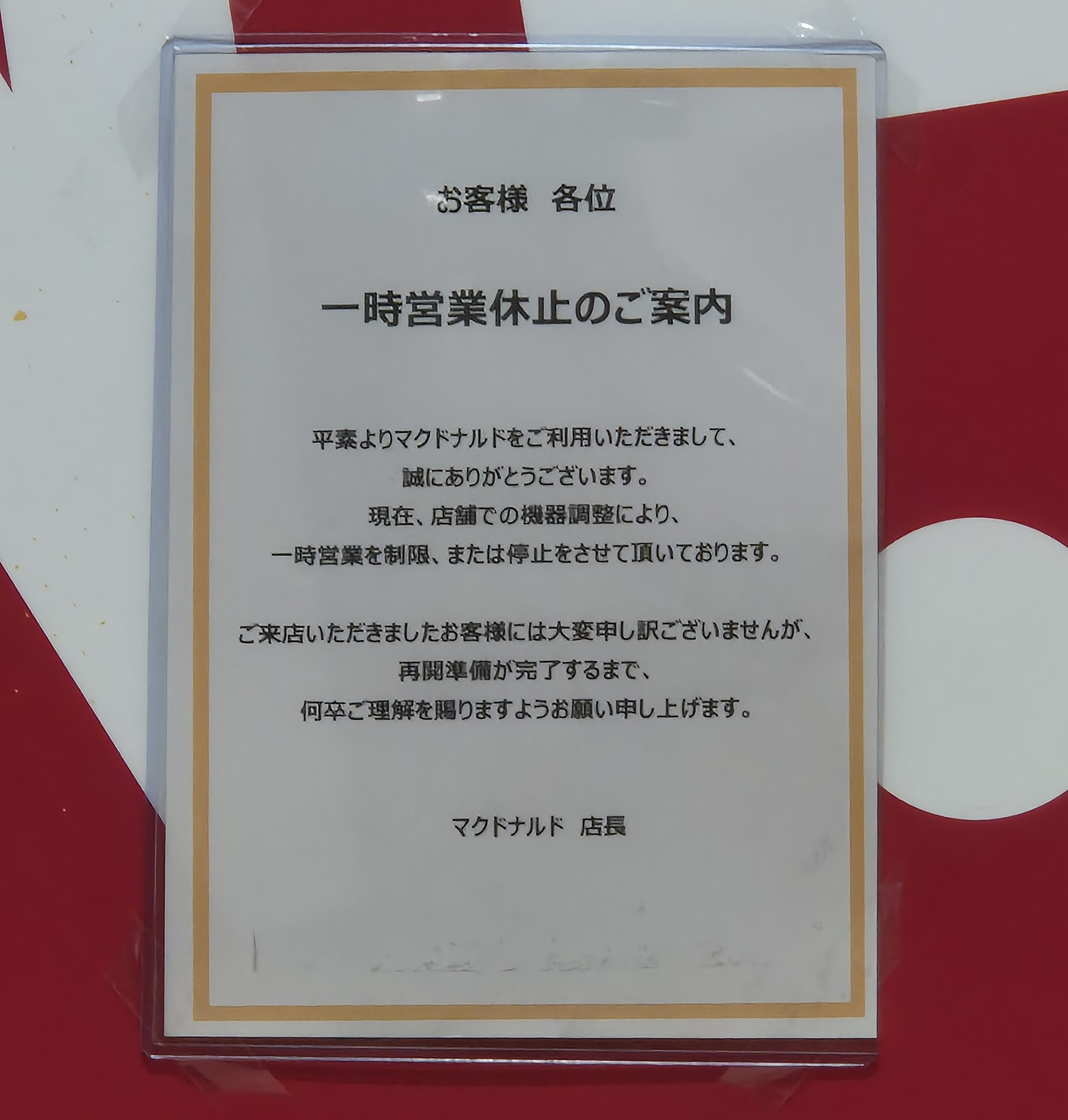
2024年7月19日に発生したシステム障害による一時休業を案内する貼り紙

  - 5月 - 藤田商店がアメリカ・マクドナルド社とのライセンス契約を締結、日本マクドナルド設立。
  - 7月 - 1号店を銀座三越1階に出店。
- 1972年（昭和47年）7月 - 関西1号店を京都市の藤井大丸1階に出店[63]。
  - 9月22日 - 大阪1号店であるアベノ近鉄店が阿部野橋ターミナルビル1階北西角に路面店としてオープン 。
- 1974年（昭和49年）3月 - 本社を新宿住友ビルへ移転。
- 1975年（昭和50年）11月 - 九州1号店を大火災から再建したばかりの熊本市（現在の同市中央区）の大洋デパート1階に出店（大洋デパートの経営破綻を受けて1979年閉店）。
- 1976年（昭和51年）
  - 2月 - 初のフランチャイズ店を出店。
  - 12月 - 100号店出店。
- 1977年（昭和52年）4月 - 初のドライブスルー店舗を出店。
- 1979年（昭和54年）10月 - 200号店出店。
- 1981年（昭和56年）3月 - 300号店出店。
- 1982年（昭和57年）12月 - 単体ブランドチェーンとして外食産業売上高日本一（2005年現在、売上高日本一トップを維持）。
- 1984年（昭和59年）12月 - 年間売上高1000億円を突破。
- 1985年（昭和60年）8月 - 500号店出店。
- 1987年（昭和62年）
  - 6月 - サンキューセットのセットメニュー開始。
  - 12月 - 600号店出店。
- 1989年（平成元年）7月 - 700号店出店。この700号店（西武新宿店）は1960年代のアメリカ風な店舗内装・調度品が使用され、店舗1階にはビートルズの等身大人形が設置され話題に（現在、人形は3階喫煙席に移転・展示中）。
- 1992年（平成4年）10月 - 累計トータル客数50億人突破。ハンバーガーを20年前の創業価格で期間限定販売。
- 1993年（平成5年）5月 - 愛知県名古屋市瑞穂区に1000号店出店（瑞穂通店）。
- 1994年（平成6年）3月 - バリューセットメニューの開始。
- 1995年（平成7年）3月 - 本社を現在の新宿アイランドタワーに移転。
- 1996年（平成8年）
  - 1月 - ハンバーガー・チーズバーガーの期間限定価格販売開始。
  - 11月 - 神奈川県横浜市鶴見区に2000号店出店（大黒パーキングエリア店）。
- 1997年（平成9年）
  - 7月 - 企業博物館・マクドナルドミュージアムが開館
  - 12月 - ハンバーガー・チーズバーガーを半額で期間限定販売開始。
- 1998年（平成10年）12月 - 新業態・マックカフェ出店
- 1999年（平成11年）8月 - 東京都大田区に3000号店出店（環八大鳥居店）。
- 2000年（平成12年）10月 - 平日半額キャンペーンの開始。
- 2001年（平成13年）7月 - ジャスダック市場へ上場。
- 2002年（平成14年）
  - 3月 - 藤田が代表取締役会長、八木康行が代表取締役社長に就任。
  - 6月 - 英国Pret A Manger（プレタ・マンジェ）社と提携。日本プレタ・マンジェ株式会社を設立し、サンドウィッチチェーン「プレタ・マンジェ」を展開（2004年に撤退・清算）。
  - 7月 - 日本マクドナルドホールディングス株式会社に商号変更。同時に会社分割により、100%子会社の（新）日本マクドナルド株式会社を設立し、ハンバーガーレストラン事業を承継して、日本マクドナルドホールディングス株式会社が持株会社となる。
- 2003年（平成15年）
  - 3月 - 藤田が代表取締役会長を退任。
  - 5月 - 新業態・マクドナルドダイニング出店
- 2004年（平成16年）5月 - 八木代表取締役社長兼COOが退任、後任に原田泳幸が代表取締役副会長兼社長兼CEOへ就任
- 2005年（平成17年）3月 - 原田代表取締役副会長兼社長兼CEOが代表取締役会長兼社長兼CEOに就任。商品提供システム「Made For You」を導入。
- 2006年（平成18年） - 臼井興胤がCOOに就くが翌年退任。
- 2007年（平成19年）
  - 6月 - 晴海通り再開発計画に伴い、現在は銀座三越隣にある1号店の営業終了を発表。地域別価格制度を導入（後述）。
  - 8月 - 再度、新規事業としてマックカフェを出店。
  - 11月 - 同社とのフランチャイズ契約をしていた企業が運営していた都内4店舗で、調理日時の表示を改ざんした商品を販売していたことや賞味期限切れとなった原材料を使用して商品を作っていたこと、賞味期限切れの商品を販売した事実が発覚（後述）[64][65]。原田社長が記者会見で謝罪[66]。
  - 12月 - 離島地域では初の店舗が石垣市に出店。糸満店だった国内最南端・最西端の店舗が300キロメートル程更新された。
- 2008年（平成20年）
  - 1月 - 埼玉県熊谷市内にある日本マクドナルド直営店店舗の店長が未払いの残業代と慰謝料等を日本マクドナルドに求めた訴訟の判決で、「店長は管理職に非ず」の判断が示される。同社が敗訴（後述）[67][68][69]。
  - 5月2日 - 小麦・チーズ・食用油など原材料の値上がりや、賃料や人件費の上昇を理由として「30日から全店値上げする（地域によって対象商品や値上げ幅にばらつきがある）」と発表[70][71]。
  - 5月20日 - 残業代訴訟敗訴の影響を受け、「名ばかり管理職」に該当する直営店長と地域の店舗管理責任者、合計2千数百人に職務給を廃止した上で残業代を支払う、新賃金制度を2008年（平成20年）8月1日から導入する、と発表（後述）[72][73][74][75]。
  - 8月 - 小麦・チーズ・食用油など原材料の値上がりや、賃料や人件費の上昇を理由として全店値上げすると7日発表[76]、20日に実施した[77]。
  - 9月 - 2003年4月以来、約5年半ぶりに公式サイトを全面刷新[78]。
  - 11月 - 東京都23区内の50店舗で排出される食品廃棄物を回収し、肥料化・飼料化する食品リサイクル活動を本格化、10月28日に発表し、11月1日に開始した[79]。
- 2009年（平成21年）
  - 11月 - 北海道稚内市にマクドナルドが出店され、最北端の記念碑が作られた。これまでは、北海道名寄市（イオン名寄ショッピングセンター店）が最北端であった。
  - 12月8日 - 約3,200店舗（当時）にてWAONによる決済が開始される[80]。
- 2010年（平成22年）4月 - 東京都の渋谷駅周辺や赤坂・青山エリアの店舗を一斉に「新世代デザイン店舗」としてリニューアル。以降、首都圏の繁華街の店舗を中心に順次「新世代デザイン店舗」としてリニューアルを進めている。
- 2011年（平成23年）6月24日 - この日の午前5時からより一部メニューの価格改定を実施[81]。
- 2012年（平成24年）
  - 4月から5月にかけて、一部メニューの改訂および、価格改定を実施。この一環で4月20日、コーヒーの無料おかわりサービス終了。日本とアメリカとで扱いが異なることになった。
  - 6月30日 - 700号店でビートルズの等身大人形が設置され話題になった西武新宿店が閉店。
- 2013年（平成25年）8月27日 - 原田が取締役会長に就任、サラ・カサノバが代表取締役社長兼CEOに就任[82]。
- 2015年（平成27年）
  - 3月25日 - 原田が取締役会長を退任。
  - 10月26日 - 地域別価格制度を実質廃止[83][84]。
- 2016年（平成28年）2月9日 - 2015年12月通期連結決算にて最終損益が過去最大の347億円の赤字となった[85]。
- 2019年（平成31年）3月27日 - カサノバが代表取締役会長に就任、日色保が代表取締役社長兼CEOに就任[86]。
- 2022年（令和4年）10月7日 - 紙製のストロー並びに木製のスプーン・フォーク・ナイフ・マドラーの提供を開始[87]。2025年末までに全ての消費者向け容器包装類を再生可能な素材やリサイクル素材または認証された素材に変更して提供することを予定している[87][88]。
- 2023年（令和5年）
  - 1月16日 - 原材料価格の高騰やエネルギー費、人件費、物流費の上昇、為替変動の影響から、チキンマックナゲットやポテナゲ（特大）など、約8割の商品で値上げを実施[89]。7月19日より、賃料や人件費などの店舗運営コストの負担が大きい東京、大阪、名古屋などの都心部に立地する184店舗で『都心型価格』の導入を開始[90]。同日に宅配サービス「マックデリバリー」での商品価格も20円 - 60円値上げとなった[91]。
  - 10月2日 - 店頭レジ（ドライブスルーを含む）における、一部のQRコード決済サービス[注 4]に対応[92]。
- 2024年（令和6年）
  - 1月14日 - 店頭レジにおける、dポイント並びに楽天ポイントの取扱いを終了[93]。
  - 3月15日 - システム障害による注文不可が発生。全国各地の店舗で営業を一時休止する事態になった[94]。同様の障害はイギリスや中国、オーストラリアなどでも発生し、マクドナルドの本部は「プロバイダーが設定を変更した際に発生した」と説明し、謝罪した[95][96][97]。
  - 3月26日 - 同日開催の日本マクドナルドホールディングス定時株主総会をもって、カサノバが代表取締役会長を退任[98][99]。
  - 4月3日 - 長崎県の店舗[注 5]にてレジ袋の有料化制度を導入[100][101][102]。
  - 7月1日 - 日色が代表取締役会長、トーマス・コウが代表取締役社長兼CEOにそれぞれ就任[103][104]。
  - 7月19日 - 3月に引き続き、再度システム障害が発生し、各地で営業停止となった[105]。
  - 9月10日 - 店舗における従業員の髪型規定を見直し、髪色を自由化した[106][107]。
- 2025年（令和7年）
  - 3月25日 - 同日開催の日本マクドナルドホールディングス定時株主総会をもって、日色保が代表取締役会長を退任し、トーマス・コウが社長兼CEOに就任[108][109]。
  - 5月14日 - 長崎県の店舗[注 5]にてレジ袋の素材を95％バイオマスプラスチックに変更し、無料にする[110]。

## メニュー・店舗
2012年10月1日から一時期、メニュー表は撤去され上のパネルから(一部のセットしか掲載されていない)選ぶ方式をとったが不評のため、2013年半ばにメニュー表が復活した。
2015年にセットメニューの選び方が変わり、これまでのハンバーガー→ポテト→ドリンクから、メイン（ハンバーガー）→サイド（ポテト・ナゲット・サラダ・えだまめコーン・ヨーグルトの中から1つ選択）→ドリンク（シェイク系やラテ系も可能）になった。

### レギュラーメニュー

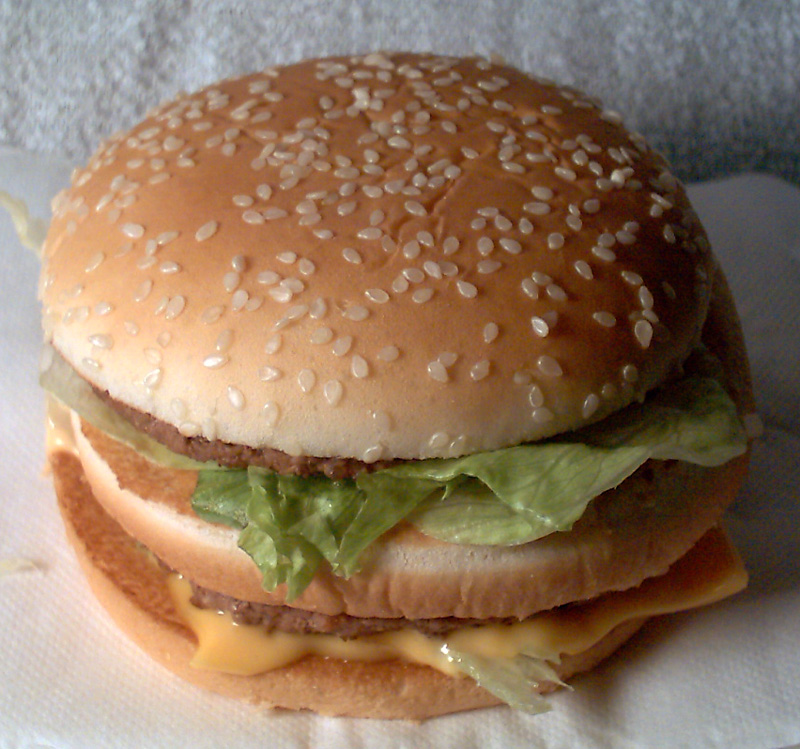
日本のビッグマック

代表的なメニューのみ記載。※はひるまック対象。
- ビッグマック※
- サムライマック 炙り醤油風 ダブル肉厚ビーフ
- サムライマック 炙り醤油風 ベーコントマト肉厚ビーフ
- ダブルチーズバーガー※
- てりやきマックバーガー※
- フィレオフィッシュ※
- チキンフィレオ
- てりやきチキンフィレオ※
- ベーコンレタスバーガー
- えびフィレオ
- スパチキ（スパイシーチキンバーガー→スパイシーマックチキン）
- エグチ（エッグチーズバーガー）
- チキチー（チキンチーズバーガー→マックチキンチーズ）
- マックチキン
- ハンバーガー
- チーズバーガー
- マックフライポテト
- チキンマックナゲット
- マックシェイク

など。

### 朝マック
「朝マック」は、開店（24時間営業店舗では5時）から10時30分まで販売されているメニューの総称。マフィンやグリドル、ホットケーキを中心とした朝でも比較的（短い時間で）食べやすいメニューとなっている。早朝帯に営業している単独店舗での実施がほとんどで、スーパーマーケットやショッピングセンター内に併設されている店舗や、9時以降に開店する店舗などでは朝マックを扱わないことが多い。これらの店舗は開店時から通常メニューの販売となる。

### ひるまック
「ひるまック」は、平日の10時30分から14時まで、一部のセットメニューを通常価格より安く購入できるサービスの総称。

### 夜マック
「夜マック」は、17時から閉店（24時間営業店舗では翌4時59分まで）まで注文可能なサービスの総称。各ハンバーガーの料金にプラス120円（ビッグマック、ダブルチーズバーガーはプラス240円）することでパティが2倍となる。2017年より東海地方（静岡県を除く）限定のサービスだったが、2018年3月から全国で展開されるようになった。サムライマックと期間限定メニューについては対象外となっている。

### 期間限定（プロモ）商品

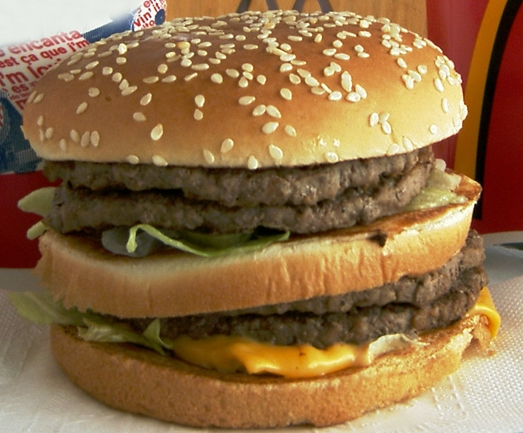
メガマック

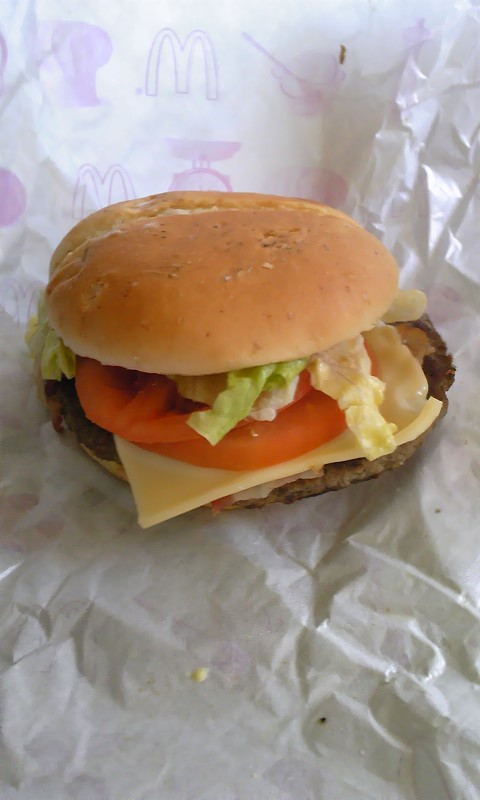
New York Burger（ニューヨークバーガー）

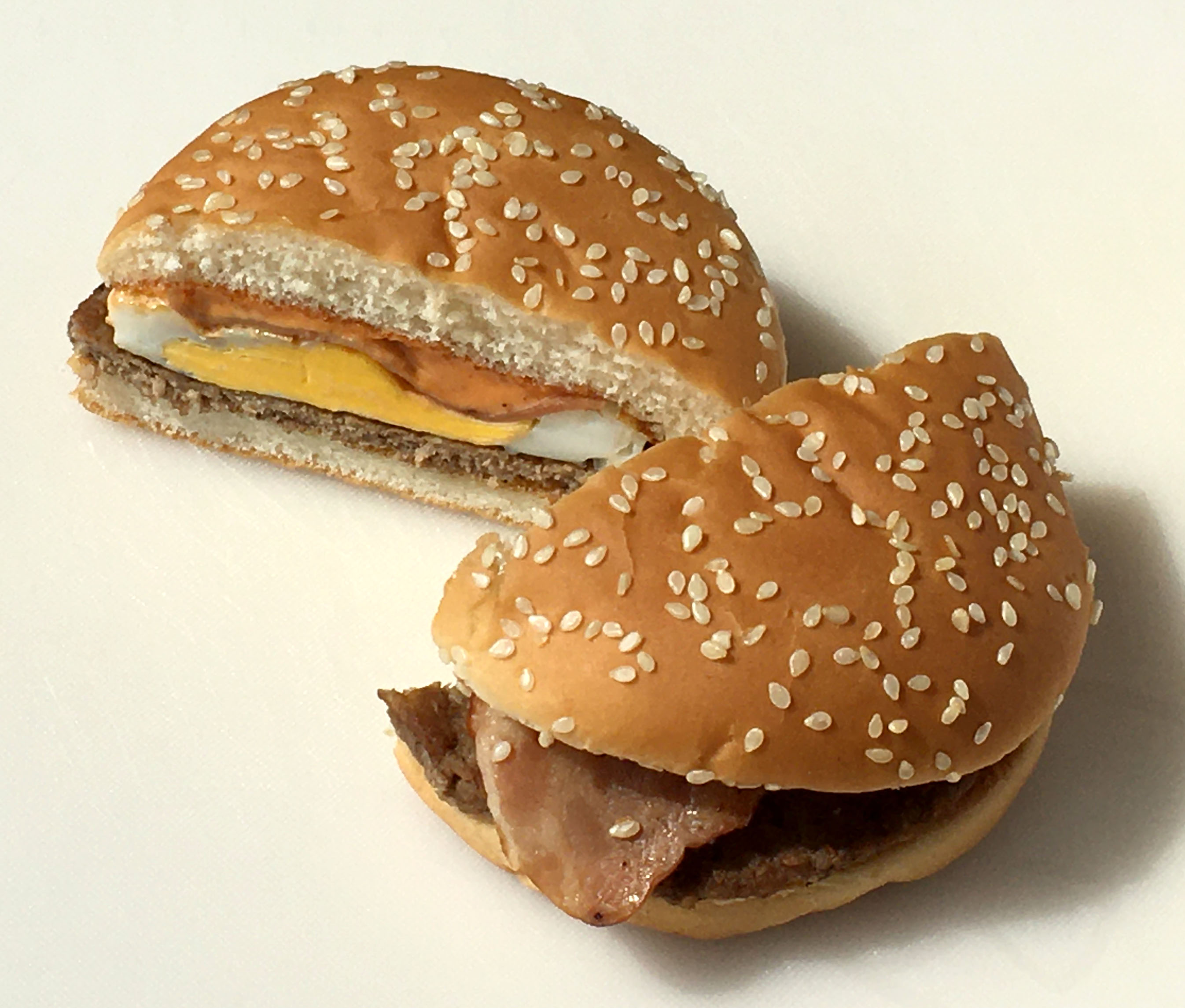
月見バーガー

2010年：Big America（ビッグ アメリカ） - CMソングはケニー・ロギンス の「フットルース」
- 第1弾、Texas Burger（テキサスバーガー）1月15日（金曜日）発売、1月31日（日曜日）販売終了、4日間で413万食
- 第2弾、New York Burger（ニューヨークバーガー） 2月5日（金曜日）発売、3日間で380万食
- 第3弾、Hawaiian Burger（ハワイアンバーガー）2月19日（金曜日）発売
- 第4弾、California Buger（カリフォルニアバーガー）3月12日（金曜日）発売

#### 近年の傾向・エピソード
- 基本的に春から秋にかけてマックシェイクの期間限定シェイクが登場する。2008年（平成20年）、2009年（平成21年）は登場しなかった。
- 2006年（平成18年）3月の「梅ソース」発売以来、2000年代中盤以降にチキンナゲットの期間限定ソースを発売開始。同年8月の「フルーツカレーソース」は好評なため11月に再発売している。
- 2007年（平成19年）1月に発売された「メガマック」は当初期間限定販売であったが、売上が好調で消費者の要望も高かったことから、2008年（平成20年）4月4日よりレギュラーメニュー化された[111] が、クォーターパウンダーのレギュラーメニュー化に伴い、メガマックは販売終了となった。「メガ」メニューはシリーズ化されている。

- 好評な商品は毎年1か月間期間限定商品として登場している。多少のずれはあるが、2月に「チキンタツタ」、3月に「てりたまバーガー」、7月に「ロコモコ」、9月に「月見バーガー」[112]、12月に「グラコロ」（グラタンコロッケバーガー）が発売されている。2010年（平成22年）はグラコロが発売されず、同年12月はテキサスバーガーの再発売を行った。
- 日本オリジナルメニューで人気だったが、「他のメニューと食材の共有が不可」「鳥インフルエンザの影響で安全面を考慮」の理由[113]で2004年（平成16年）2月に販売終了した「チキンタツタ」が約5年半ぶりに復活、「NIPPON ALL STARS」キャンペーンの一環として期間限定販売（2009年9月25日 - 10月10日）された[114]。10月15日を販売終了と予定していだが、当初の販売見込計画に対して約1.5倍の好評な売れ行きのため、食材の在庫状況と今後の販売予測を考慮して、終了日が10月10日に繰り上げられた[115]。
- 一部地域では試験販売として、一般店舗では扱っていない商品を発売している場合がある[116]。
  - ドリンクではLサイズより大きいJサイズ (Jumbo size) を扱っている店舗もある。
  - 2006年（平成18年）8月より沖縄県地域限定で発売されたマクドナルドつめたいごちそうシリーズが、その後徐々に地域拡大して全国展開となっている。
- マクドナルドに健康を意識したメニューを求める声は少なからずあり、一時期、生野菜を使用したサラダ関連商品を充実させたが、多額の投資にもかかわらず、売れ行きは芳しくなかった。2009年（平成21年）に行われた株主総会の質疑の中で、原田COOは「消費者はマクドナルドに、そういうものを求めていないのではないか?」と回答している。2015年には、3種類の野菜を練り込んだチキンパティを使用した「モグモグマック」をレギュラーメニューとして販売したが[117]、顧客に定着せず販売を終了した。
- 2010年（平成22年）6月からチキンタツタを引き継ぎチキンメニューを重視。「チキンバーガー」シリーズ（同年10月からは「アイコンチキン」シリーズに改称）とフライドチキン「ジューシーチキンセレクト」を販売（福岡県・佐賀県・熊本県荒尾市・大分県日田市・山口県下関市では同年4月23日からテスト販売）。
- 大分県・熊本県では期間限定メニューを他の地域とは異なる期間で発売されるか、販売されないことが多くなっている。この場合、福岡県の配送網で配送される荒尾市・日田市の店舗では販売される。
- 東京工科大学内にある｢片柳学園店｣（後述）では、ドリンクがおかわりできるドリンクバー方式になっている。

### オーダー・商品提供システム
客のオーダーをPOSで注文を受けリアルタイムでオーダー内容を指示・表示するシステムとなっている。ドリンクサーバー・厨房など各セクションにお客が注文したオーダーが表示され、その画面を見て調理を開始する「Made For You」（メイドフォーユー）を導入している。オーダーを受けながら調理を開始するので、出来上がりまでの待ち時間が比較的短く済み、グリルオーダー（後述）にも対応できる柔軟性の高いシステムである。
商品提供のシステムは、1999年（平成11年）中までは、多くの店舗が商品を作り置いて温蔵棚などにストックし、注文された後に商品をそこから取り出して販売する「ダイレクトオペレーション」（ストック方式）で、時間経過による味の劣化やハンバーガーを調理後10分で廃棄する社内規定のため、予測誤りによる廃棄ロスなどの問題があった。
改善策として、注文を受けてからその都度高速調理（ただし、バーガー内部の肉類パティなどは焼いてストックし、チキンやフィッシュは揚げたものをストックしている）を行い、完成した商品を提供するオーダーメイド方式の厨房システム「Made For You」（メイドフォーユー）1999年（平成11年）中より順次導入し、2004年（平成16年）にほぼ全店へ導入、2005年に導入完了しており、食品廃棄物や廃棄ロスの低減を目指すとしている。
これに関して平成14年（2002年）版の環境白書に「環境及び資源の有効活用の両面での改善が進むことになります」との記述がある。「Made For You」のロゴは包装紙などにも表示されるようになった。それでも発生した食品廃棄物や製造過程で発生する食品廃材は回収し、肥料化・飼料化する食品リサイクル活動を一部店舗にて行っている（前述）。

#### 特殊注文
「グリルオーダー」といわれる、顧客の希望で通常のレシピから一部の具材や調味料（代表例としてピクルスやオニオン、マスタード）を抜いて調理された商品を提供するサービスを行っている。価格については、増減した材料分価格が変わるわけではなく、通常品と同価格である。中でも「野菜」と「ソース」を全て抜いたものを「プレーン」と呼ぶ。例えばダブルチーズバーガーをプレーンで注文すると、バンズ、ビーフパティ2枚、チーズ2枚だけになる。
「足す」・「多め」などの増やす方向へのオーダーは、基本的に不可能だったが、ソースや調味料、オニオン、ピクルス等一部のみ可能となっている。バーガーメニュー以外では、マックフライポテトの「塩多め」「塩少なめ」「塩なし」「塩別(塩だけを別容器で提供してもらう)」、チキンマックナゲットの「ソースなし」、コールドドリンクの「氷抜き」「氷少なめ」注文が可能。変わった所では、「肉(ビーフパティ・ポークパティ・チキン)抜き」「ビーフパティ塩胡椒抜き・ポークパティてりやきソース抜き」などがある。
1枚プラス40円で、最大3枚までバーガーメニューにトマトをトッピングすることができる。

### 原材料
ハンバーガーパティは、オーストラリア産（オージー・ビーフ）・ニュージーランド産無添加100%ビーフを使用している。
2021年7月より一部メニューでアメリカ産牛肉の使用を再開した。
その他メニューの原材料については「日本マクドナルド」公式サイトを参照。

### 地域別価格
2007年（平成19年）6月20日、地域別の価格制度を一部地域で試験導入し、同年8月10日に全国拡大。これは、都市部での人件費や家賃高騰が収益を圧迫していることや原材料費の高騰などの影響により、地域によって価格を値上げ、または値下げするもので、値上げ率は平均して3 - 5%。地域別価格の導入により、同一商品でも、店舗によって価格が異なる（100円・120円マック商品は価格据え置き）。「デマンドベースプランニング」と称する、単なるコストベースとは異なった、各都道府県で商品ごとの顧客満足度に沿って売上を最大にする価格設定手法を用いているため、最低賃金と賃料の目安となる地価水準と同社の地域別価格を比較すると必ずしも合致しない。
東京、神奈川、京都、大阪といった都市部で値上げを行い、東北や中国地方の一部の県で値下げを行った。同年8月には四国でも値上げを行ったが、本州四国連絡道路の割高な通行料金など特殊事情が考えられる。全国一律の価格を原則とする日本の外食チェーンでは初の試みとなる。同時に、同公式サイトからは価格情報が削除され、この店舗ではどの商品がいくらなのか、といった基本的な情報が得られない状態となっている。値上げした店舗数が値下げした店舗数を大きく上回っていて、「地域別価格」は公式サイトにすら価格が掲載されていないため、値上げの方便ではないかという批判があるが、これを報じたJ-CASTが取材を行ったところ、同社広報はこれを否定した。地域別での価格差はその後行われた価格改定により、導入当初に比べ縮小している。
原田が取締役会長を退任してから半年後となる2015年10月26日に実施された「価格体系の刷新」により、地域別の価格制度は実質廃止となった。

### 企業博物館形態

#### マクドナルドミュージアム
1997年（平成9年）7月から、マクドナルド創業25周年の事業一環としてオープン。「ハンバーガー誕生秘話」「マクドナルドはじめて物語」「マクドナルドこだわり物語」「マクドナルド創業者物語」の4つの物語からなる展示を行っていたが、2003年（平成15年）8月31日をもって閉館となった。

### 店舗形態

#### ミニマック（サテライト店舗）
マクドナルドの小型店舗のことで、独立した店舗ではなくデパートや量販店に小型スタンドの形式で設置されている。独立した店舗と比較すると、座席数が少なかったりメニューに一部制限があったりする。

#### 遊具（プレイランド）併設型店舗
郊外に十分な敷地を有し、周辺人口構成における子供人口の割合の多い店舗でしばしば見られる。客の滞在時間が長くなり回転率は落ちる反面、リピート率は高くなる特徴を持つ。近年ではデジタル化が進み、デジタルプレイランドという特徴を持った店舗も登場している。

#### 独自デザインの看板
一部店舗では公式のデザインをアレンジした独自デザインの看板を用いており、事例として2001年10月 - 2011年10月31日に存在した五反田西口店では、全国でも極めて珍しい「斜めM」サインの看板を掲げていた。

#### マクドナルドダイニング
2003年（平成15年）4月から、既存の店舗のイメージを打ち破るため、内装・メニューともに高級感を強めた戦略店舗「マクドナルドダイニング」を渋谷、赤坂、池袋、目白の4店舗で展開し、好調であったが、米国本部からの世界統一キャンペーン戦略のあおりを食らい、同年9月7日で終了し、同年度中に通常の店舗に戻された。

#### マックカフェ

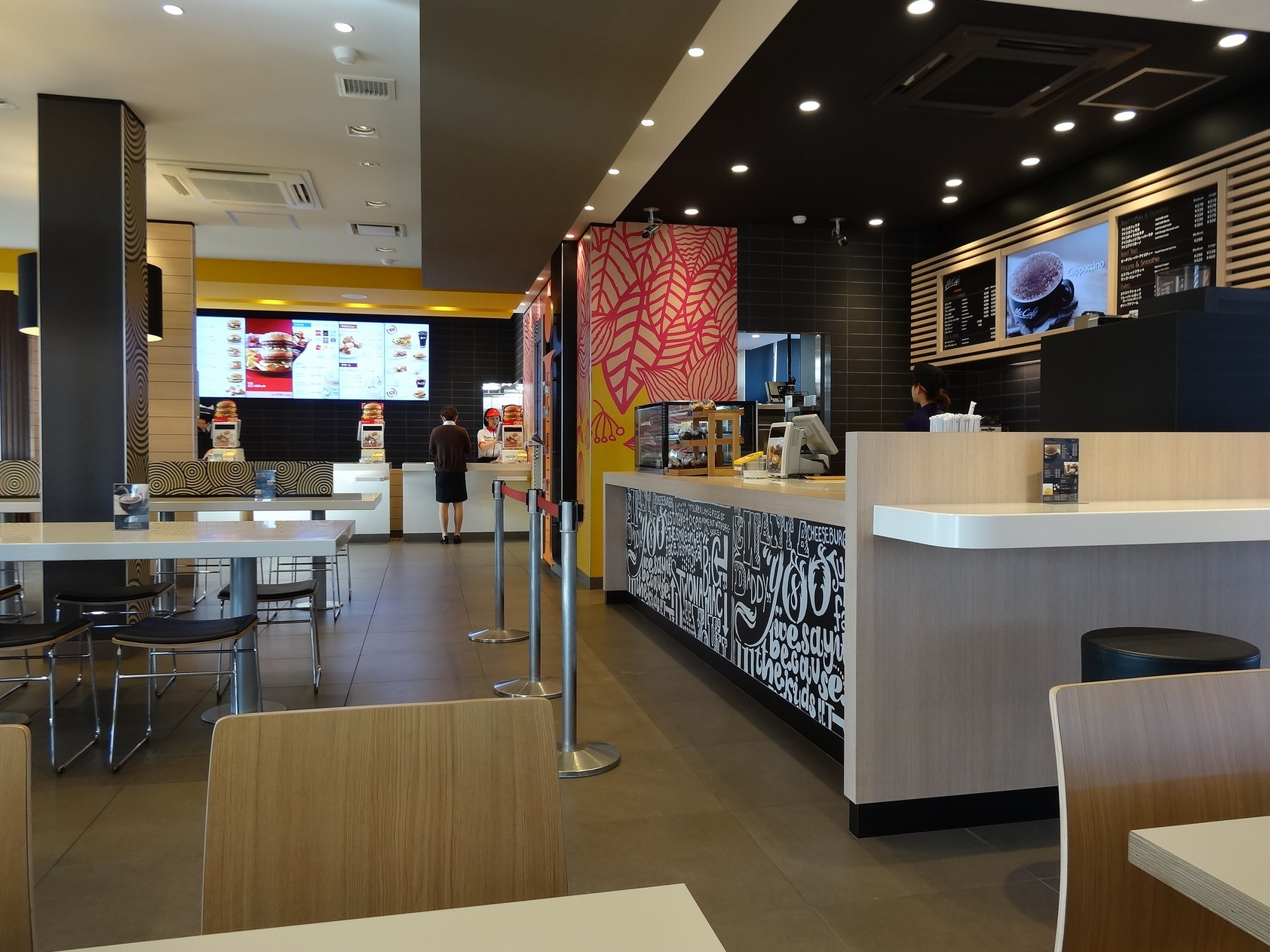
「McCafe by Barista」の店舗

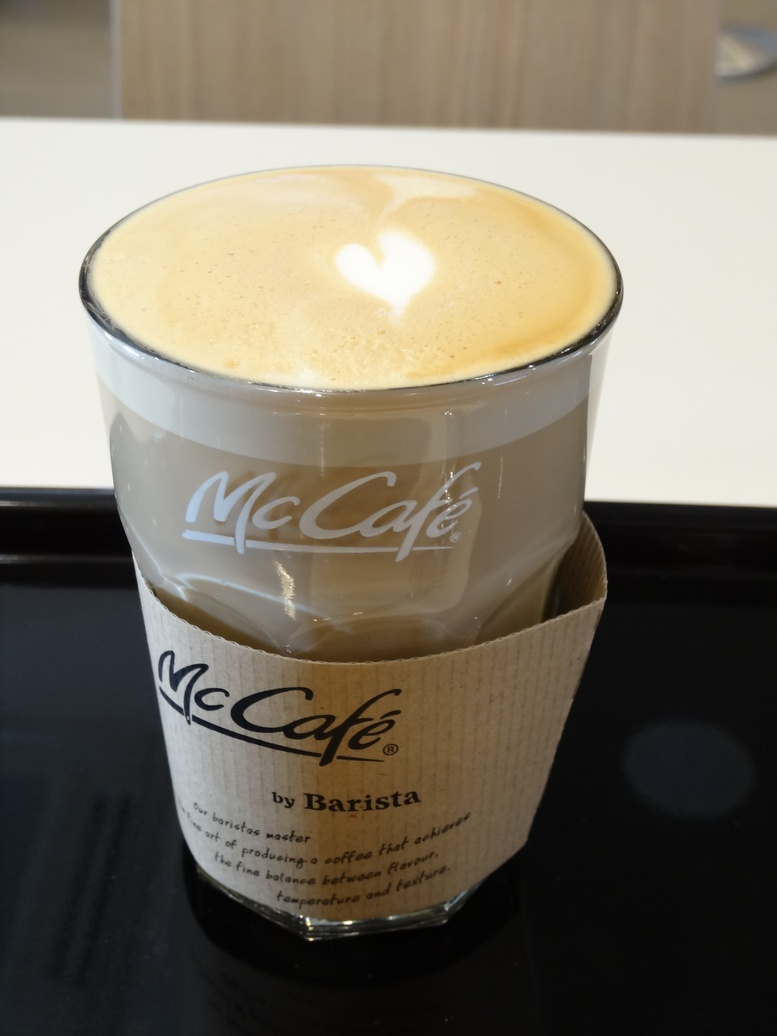
「McCafe by Barista」店舗で提供されるカフェラテ

カフェの形態をしており、オーストラリア、フランスなど世界30カ国以上で展開されている「マックカフェ」を日本でも新業態店として3度、メニューブランドとして1度、合計4度導入している。
1度目は新業態店として1998年（平成10年）12月、既存店舗よりサラダ類・こだわりコーヒー・デザートメニュー（マフィン・ケーキなど）を強化したメニュー構成とし、東京・恵比寿に1号店をオープンさせ、翌1999年（平成11年）12月に京都・四条河原町、千葉・船橋、神戸・三宮と立て続けに3店を新規出店したが、その後中止された。
2度目も新業態店として2007年（平成19年）8月末に首都圏14店、関西1店の計15店舗が一斉オープンしたが、スターバックスやタリーズコーヒーなどカフェチェーンとの激しい競合に打ち勝てず、2008年（平成20年）5月より5店舗を閉鎖する等規模を縮小し、2009年（平成21年）に中止された。
3度目は2009年（平成21年）11月3日、従来のような新業態店（店舗名）ではなく、一部店舗において新規のメニューの名称として提供開始された。具体的には、全ての店舗で提供されている「プレミアムローストコーヒー」に、「カフェラテ」「カプチーノ」「カフェモカ」「キャラメルラテ」を加えたものである。追加された4商品は「マックカフェ」専用のエスプレッソマシン導入店舗限定で販売される。開始当初は数量・期間限定無料の試飲キャンペーンが実施された。コーヒーに関して同社は2008年（平成20年）2月から味・質に重点を置いた「プレミアムローストコーヒー」を全店舗で導入、一杯無料・半額などのキャンペーンを複数回実施して「安くて味の良いコーヒー」のイメージを定着させることに成功した。2008年（平成20年）11月から福岡県・佐賀県・熊本県荒尾市・大分県日田市・山口県下関市の一部店舗で試験先行販売され、2010年（平成22年）4月時点では12都県の一部店舗に正式導入され、現在では全国の店舗で展開されている（一部未導入の店舗もあり）。
2012年より再び「McCafe by Barista（マックカフェ バイ バリスタ）」として7月より一部店舗に専用コーナーとして展開している。こちらでは専門のクルーがバリスタとして注文を受けてから一杯ずつ作るほか、オリジナルのケーキやマフィンなどを販売している。これらの店舗は都心部のみならず、地方のドライブスルー店舗でも展開しており、現在では130店舗以上が展開されている。2018年にカフェ店舗の拡大が発表されている。

#### セルフピックアップ方式
セルフピックアップ方式とは、過去実施されていた「ダイレクトオペレーション」（ストック方式、前述参照）とは異なり、客がハンバーガーやポテトなどを棚から取り出してトレーに乗せて最後に会計を行う、学生食堂や社員食堂などで見られる方法である。ドリンクは、紙コップをトレーに乗せ、会計を行い、その後、ドリンクバーで自ら注ぐ方式であることにも特色がある。
日本は、実験的に1998年（平成10年）の長野オリンピック選手村で試行された後、同年6月に東京工科大学内へ「片柳学園店」を出店し、1999年（平成11年）1月に「日比谷シティ店」、ほかに「越谷サンシティ店」を改造して通常店舗で実験を開始した。以後、中央大学、大阪学院大学、関西外国語大学など、おもに大学内の店舗を中心にいくつか設置された。
この方式では、繁忙時の待ち時間を短縮でき、同時にレジスタッフを減らすことができるなどのメリットがあった。デメリットとしては、新しい商品から持っていくことが多くなり、商品の鮮度を保ちにくいこと、商品の包装が外れやすいこと、万引きの対象となることなどがあった。
方針の変更などにより、片柳学園店・中央大学店は2005年（平成17年）に通常型店舗へと改装された。ドリンクはスペースの関係上、従来のセルフ方式が残された。

#### サプライズ立地店舗
特殊立地の店舗をこのように呼称して出店している。2018年（平成30年）8月時点で大学には5店舗、サービスエリアに5店舗、在日米軍基地に3店舗、テーマパークに2店舗出店している。テーマパーク内ではないものの大阪のユニバーサル・スタジオ・ジャパンのユニバーサルシティ内や通天閣のメイン通りにある通天閣前店など近年の外国人観光客の増加に伴い観光客をターゲットにした店舗展開も行なっている。

#### 分煙形態
アメリカ国内店舗は全面禁煙だが、日本でも2014年8月より、全店禁煙となった。
それ以前には日本では禁煙と分煙の店舗が存在した。喫煙可能な店舗の形態はガラスの壁で分煙する店舗、フロアによって喫煙席と禁煙席を分けている店舗など様々であった。神奈川県内の全店舗は、2010年（平成22年）4月1日から受動喫煙防止条例により、同日から全面禁煙となっていた。

## サービス・接客

### サービス
「日本のマクドナルドが、世界で最もサービスが良い」と、ウォール・ストリート・ジャーナルが評価している。その理由は「仕事中に、ため息を吐くスタッフはいないし、従業員同士の長々としたおしゃべりもない」と報じている。世界から来日する顧客に配慮して、英語や中国語など5か国語に対応したメニュー表を用意している店舗もある。
元幹部の有本均によると、単価の安いハンバーガーという商品でも顧客に満足できる買い物体験をさせる目的で、注文から商品提供までの時間をより短くする「スピード」と、「笑顔」で対応することを接客において重要視しているという。一時期にはメニューに「スマイル0円」と掲載していたことがあり、「笑顔」のサービスの重要性を象徴していると言える。スマイルが見えなくなるという理由から、従業員のマスク着用は原則的に認めていない。感染症流行時も、本部に相談の上でないと着用は認められない。2020年の新型コロナウイルス感染症の流行にあたっては、2020年2月27日より従業員のマスク着用を推奨するよう、マスク着用ルールの変更と強化が行われた。

### 現金以外の支払方法
現金以外の支払方法は、競馬場内など、一部取扱いのできない店舗がある。

### 電子マネー
利用可能な電子マネーは、楽天Edy・WAON・iD・交通系電子マネー・nanaco・QUICPayであるが、店舗によって取扱いのないものもある。
楽天Edy（旧称：Edy）
2001年（平成13年）より実用化試験を展開、利用可能店舗は大崎ニューシティ店をはじめとした東京都23区内の一部 と限定された範囲で留まり、対応カード「マックチップ」も試験発行されたが、後にiD（後述）が大きく展開された。2008年（平成20年）12月5日より地域拡大を行い、2009年（平成21年）8月28日には一部店舗を除き全国展開を完了。店舗レジでのチャージは不可であるが、一部店舗ではEdyチャージャーが設置されており、店舗でチャージ可能。
WAON
2009年（平成21年）12月8日よりイトーヨーカドー出店店舗等一部店舗を除く全国の3,200店舗で利用可能になった。同日よりイオングループショッピングセンター内の店舗でも利用できる。店舗レジでのチャージは不可。
iD
2007年（平成19年）のNTTドコモとの提携合意に基づき、関東エリア・関西エリア・中国エリア・四国エリア・九州エリアの一部地域の店舗で利用可能となり、2009年（平成21年）8月28日、Edyと同時に一部店舗を除き全国展開が完了。iDで購入することによって、iDプレミアムクーポンを配信したり、iD特別価格の商品を設けたりと、販売促進に利用されている。
交通系電子マネー・nanaco・その他の電子マネー
交通系電子マネーとnanacoは一部の店舗に導入。2017年（平成29年）8月1日に全国の2,900店舗に拡大した。商業施設内店舗等でその他の電子マネーが利用できる場合がある。店舗レジでのチャージは不可。

### QRコード決済
2023年（令和5年）10月2日から一部の店舗を除き導入。サービス開始時点ではd払い・楽天ペイ・PayPay・au PAYの支払いに対応する。

### 商品券
マックカード
全国の店舗で発行しているプリペイドカードタイプの商品券。全店舗で利用可能。カード式ではあるが1回きりの使い切りタイプで、額面以内の購入時は、現金で釣り銭が支払われる。原則使用済のカードは回収されるが、希望すればパンチをして返却してもらえる。1996年（平成8年）春頃までは首都圏を中心とした店舗で汎用プリペイドカードのユーカードの取扱が終了し、その代替的な役割で登場した。
“景気をつかもう”商品券
2009年（平成21年）5月15日より数量限定で「“景気をつかもう”商品券」（別称「定額牛付金」）の販売が開始された。これは総額20,000円相当の商品券が、定額給付金の給付額（給付対象者19歳〜64歳）と同価格の12,000円で購入できるという制度で、有効期限が同年11月14日までであった。

### クレジットカード
2017年（平成29年）11月20日から全国の2,900店舗（一部店舗除く）でクレジットカード決済が可能となった。合わせてJCB系の電子マネーであるQUICPayでの支払いも可能になった。成田空港第1ターミナル店・第2ターミナル店（成田国際空港の空港ターミナルビルテナント扱い）など、ごく一部の店舗ではINFOX端末を設置してそれ以前から取扱を行っていた。INFOX端末で対応していた店舗は銀聯の取扱も可能であったが、空港内店舗を除き全国展開時に取り扱い中止となっている。
2018年（平成30年）の3月13日からは、INFOX端末を設置していた店舗で先行的に利用可能であったNFC決済にも対応した。
日本国外では、アメリカ合衆国・カナダなど、クレジットカードが利用可能な地域の店舗も存在する。

### 株主優待券
#株主優待参照

### クーポン

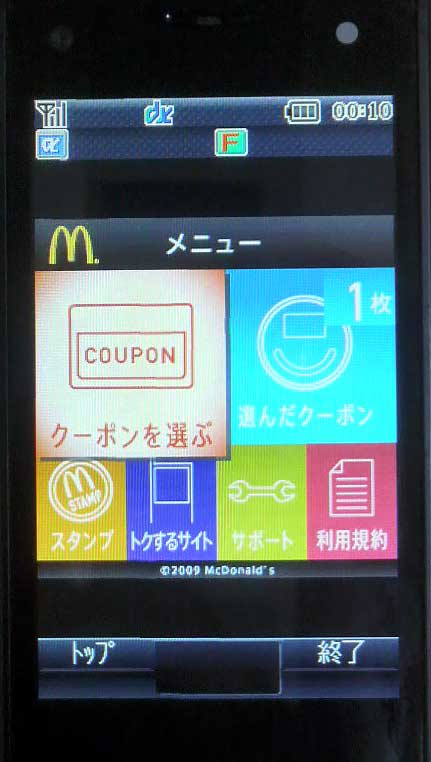
トクするクーポン選択画面

支払いの際、店員に渡したり、提示することで割引価格となるクーポンサービスを行っている。主に下記のクーポンが存在する。クーポンごとにメニューや割引額は異なっており、1回の提示で複数個購入できるものもあるが、1会計あたりの購入数には制限がある。
- 新聞折込チラシ
- キャンペーンなどで商品に添付するもの。
- 従業員配布のハンドビルB6
- 公式アプリ「見せるクーポン」 「かざすクーポン」- HTMLやFlashによるクーポン（後述）。

同社のアプリの「見せるクーポン」は無料の会員登録が必要。クーポンデータは原則、毎週金曜日に更新され、午前5時から利用できる。キャンペーンなどでタイアップ先のサイトからクーポンが配布されることもある。2022年11月現在は公式アプリでクーポンを配布している。マックデリバリー用のクーポンはKODOというアンケートに回答することで配布する。
「かざすクーポン」は、おサイフケータイ限定のサービスである。クーポンデータは1週間ごとに更新され、端末操作により最新のクーポンを取得できた。使用回数に制限があり、1つのかざすクーポンは使用回数は概ね2回となっていた。事前に設定が必要だが、かざすと同時に注文され待ち時間が短縮される。「かざすクーポン」は2019年（平成31年）1月30日にサービスを終了した。

### コーヒーのおかわり自由（無料）
かつて、スーパーやショッピングセンター内のテナントの一部等を除き、店舗内で飲食する場合はホットコーヒーはおかわりが自由（無料） であった。この情報は公式サイトには記載されていなかったが、同社広報が見解を示し、一部店舗の店内には掲示している場合もあった。同社広報はコーヒーについて「価値あるコーヒーサービス」をキャッチフレーズにした新展開の2012年4月20日開始とおかわり無料サービスの終了を認め、2012年4月19日にコーヒーのおかわり無料サービスを終了した。広報と原田泳幸で認識が異なり、2012年4月20日に行われた記者発表会で原田は「もともとおかわり無料というサービスはありませんでした。特定の店でほんの一部のお客様の特別な要求に対応していたサービスです」「おかわり無料廃止と今回の価格改定とは一切関係はありません」とコメントした。

### マックでDS
2009年（平成21年）7月から2015年6月24日まで、マクドナルド店舗でニンテンドーDSを使用したサービスを行っていた。ニンテンドーWi-Fiコネクションに接続可能な環境、および独自のワイヤレス環境を提供することで、マクドナルド店内にてゲームソフトの追加データを受け取れるようにしたり、オリジナルゲームの配信を行っていた。最近は無料クーポンがゲットできることもあった。
- タイアップしたゲームタイトル
  - 2009年（平成21年）7月 - ポケットモンスターシリーズ
  - 2009年（平成21年）8月 - ドラゴンクエストIX 星空の守り人
  - 2009年（平成21年）10月 - イナズマイレブン2
  - 2009年（平成21年）11月 - たまごっちのなりきりチャンネル

### 宅配サービス
宅配サービスは「マックデリバリー」 (McDelivery) と称し、店舗に勤務するクルー がバイクで自宅や職場など店舗以外の場所に商品を届けるものである。2012年より開始され、2015年4月末時点で東京都や大阪府、愛知県など15都府県の店舗で実施し、将来的には全国展開を目指すとしている。利用はインターネットか電話で申し込む必要があり、1,500円（朝マックは1,000円）を超える注文金額より受け付ける。配達料（308円）が別途必要である。各種クーポン券や無料券、株主優待券などは使用不可（マックカードのみ使用可）である。

### その他の特徴
- 同社スタッフに配布されている名刺は通常の形式ばったものの他にグランクラブハウス、てりやきマックバーガー、ソーセージエッグマフィン、マックシェイク、マックフライポテトなど代表的な商品をモチーフとなっており会った人の印象やその場の雰囲気に合わせて渡すデザインを選択している[169]。

## 雇用
2005年（平成17年）に、採用を担当する部署であるリクルート部は、店舗のスタッフィングをサポートするという決意表明を表すためフィールドスタッフィング部に呼称を変更した。
直営店とフランチャイズ店があり、1店舗あたりの社員は店長のみの店舗もあれば店長含め2 - 4名配置される大型店まで様々である。サテライト店舗などでは大型店との兼任となるケースが多い。その他時間帯責任者を含めてアルバイトが占めている。マクドナルドでは、アルバイトをシフトマネージャー（時間帯責任者）・トレーナー（指導係）・クルー（一般店員）と称する。2021年9月時点で約18万人のクルーが在籍し、15歳から93歳までと幅広い。近年日本人以外のクルーが目につくが客観的な統計が社外に示されることはまずない。
2005年以降、店舗社員の採用活動が活発化している。新卒、中途採用（学歴不問）を幅広く募集している。2005年は700名程度を採用する等、創業以来最大規模となっている。2006年（平成18年）も引き続き同程度の採用数確保を目指している。採用数拡大の主な理由として、直営店の増加、営業時間の延長、社員係数の引き上げがあるとされている。
同社の学生に対する採用活動の姿勢は高く評価されており、日本経済新聞社による採用活動満足度ランキングで2位となっている。一方で、後述する「残業代不払・残業代訴訟」などの問題が生じている。
社員の平均年齢が上昇してきた同社は2004年（平成16年）より店長以上の社員の定期昇給を廃止し、給与は原則、業績評価だけで決める職能給を導入し、年齢や勤続年数を給与に反映しない人件費抑制策を図っている。
定年制については、2006年（平成18年）に「20 - 30歳代の社員のため、実力本位の意識を高めるのが狙い」「若手のモチベーションが高まるはず」との理由 で一度廃止した。しかし「ベテランが職務に取り組むうえで、仕事の成果と人材育成のバランスのとり方が難しく、仕事の優先順位が崩れてしまった。（定年制を復活することで）人を育てていく企業文化を再度築き上げる」との理由や「若手社員を伸ばしていく企業文化を根づかせていくため、年功序列を廃止するなど、実力主義への意識を高めようとしたなかで、定年制を廃止すべきと考えたが、時期尚早だった」との説明を行い、2012年（平成24年）1月から60歳定年制を復活する。
残業代訴訟敗訴の影響を受け、「名ばかり管理職」に該当する直営店長と地域の店舗管理責任者、合計2千数百人に職務給を廃止した上で残業代を支払う、新賃金制度を2008年（平成20年）8月1日から導入する。過去に遡った残業代は支給しない。日本マクドナルド社外メンバーによる労務監査室の設置、同様の制度を持つ他の企業でも勤務実態に合わせた制度変更への動き など労働条件・待遇の改善へと進む動きがある。給料総額は変えない方針で「サービス残業が増えないか」、人件費等関連コスト増を発端とした商品値上げの可能性 などの懸念もあったが、対応策としてクルーを2万人増員した。店長は無駄な業務が削減されて残業が減少し、人件費が10億円以上削減された。
2021年（令和3年）9月に地域社員制度を導入し、クルーから登用した54人が新たに正社員として入社したことを同月1日に発表した。

## 労働組合
2006年（平成18年）5月に日本の大手ファストフードチェーンで初となる日本マクドナルドの労働組合「日本マクドナルドユニオン」が結成されている。

## 社会貢献
財団法人ドナルド・マクドナルド・ハウス・チャリティーズ・ジャパンへ出資している。この財団は、難病児およびその家族などを支援するドナルド・マクドナルド・ハウスの運営並びに、福祉・医療分野におけるボランティアの助成により、地域社会における支援体制の確立に寄与するために設立された。
2021年（令和4年）2月時点で日本国内の11箇所にドナルド・マクドナルド・ハウスを開設している。この施設は病院に長期入院している子供の保護者に、安価で宿泊スペースを提供する。世界38か国377か所で同様の施設を運営している。個室のベッドルームのほか、共用のキッチン、リビング、ダイニング、ランドリー、付き添いの子供を遊ばせるプレイルームを備える。利用料は、1人1泊1,000円とリネン料など数百円の実費としている。マクドナルドからの支援や企業・個人の募金で運営され、施設の維持管理は地域のボランティアが従事している。
全国のマクドナルド店舗では「はやく元気にな〜れ募金」を行っている他、顧客がハッピーセットを1つ購入するごとに同財団に1円寄付する取り組みを行っている（1億1500万円上限）。

## 株主優待
年2回、6月末日と12月末日現在で日本マクドナルドホールディングスの株主名簿（実質株主名簿を含む。）に記載されている所有株式数が1単元（100株）以上の株主に対して、1冊にバーガー類、サイドメニュー（マックフライポテト（朝メニューではハッシュポテト。）又はサイドサラダ、チキンマックナゲット　5ピース）、ドリンク（マックシェイク（S、Mサイズ）を含む）、3種類の商品の株主優待券（無料引換券）が1枚になったシート6枚が送付される。
商品はバリューセットで取り扱っている中から選ぶことができ、期間限定商品も対象である（ただし、過去にはクォーターパウンダージュエリーやギガビッグマックなど対象外とされた商品もある。）。ポテトとドリンクは追加料金なしでLサイズも選べる。3種類同時使用するとハッピーセットも選ぶことができ、朝メニューではバーガー類、サイドメニューの2種類同時使用するとビッグブレックファスト及びビッグブレックファスト デラックスも選ぶことができる。
優待券は、日本国内にあるマクドナルド店舗のみ有効である（マックデリバリーは使用不可）。
- 100 - 299株 : 1冊
- 300 - 499株 : 3冊
- 500株以上 : 5冊

## 日本マクドナルドに関する諸問題

### 食の安全問題

#### 異物混入事件
- 2008年（平成20年）4月15日、同社槙島店（京都府宇治市）で、アイスコーヒーを飲んだ女性が、直後に吐き気を訴えるなどして入院。この女性が使用していたステンレス製の容器に、洗浄時に使用した殺菌剤が残存していた。同社はこれを受け、女性に謝罪した上、全国の店舗に対し洗浄の手順の再確認を指示された[180]。
- 2011年（平成23年）3月1日、同社南武庫之荘店（兵庫県尼崎市）で、男性がドライブスルーでソーセージマフィンを購入し食べた際に、混入していたナットで前歯3本が欠ける怪我をした。男性は抗議のために同店を訪れたが、店長は「因果関係を知りたい」などと繰り返すのみで、東京の本部も「（購入店の）店長が対応する」と回答したのみだったため、男性は兵庫県警に相談した。男性は「店側の対応が遅過ぎるし、誠意ある対応をしてほしい」と主張している[181]。
- 2012年（平成24年）1月6日、同社秋田新国道店（秋田市）で、客の男性が同店で購入したハンバーガーを食べたところ、左奥歯が欠ける事故に見舞われた。調べたところ、該当のハンバーガーの中にソースの容器に用いるプラスチック製のキャップが混入していた。同月26日にも別の店舗でキャップの混入事案があり、これを受け同社は同月30日に、調理手順の確認を徹底するよう、全国の店舗に指示した[182]。
- 2015年1月6日、同社は大阪府河内長野市の店舗で昨年8月に販売されたマックフライポテトを食べた客から、「プラスチック状のものが出てきた」と指摘を受け、異物を外部機関に依頼して調べた結果、誰のものかは特定できなかったものの、人の歯と判明していたのを明らかにした[183][184]。客は外環河内長野店のドライブスルーでビッグマックセットを購入し[185]、そのうちのマックフライポテトに乳白色の異物を確認。連絡を受けた同店店長により回収され、外部機関に調査を依頼していた。歯には治療痕と見られる特徴もあった。客は店側や同社の対応に納得できず、事実の公表に踏み切った[186]。同社は当初、客による混入の可能性を否定できない、としていたが後に「配慮を欠き、大きな誤りだった」と謝罪した[187]。
- 2015年1月7日、宮津市の176宮津店で、2014年9月に女性が購入したホットケーキに、アクセサリーの金具と思われる金属片が混入していたことが判った[188]。
- 2015年1月7日、郡山市の4号線郡山安積店で2014年12月に、同市内の5歳の女児らが購入した「サンデーチョコレート」を食べたところ、2センチほどのプラスチック片が入っており、女児が口を切るけがを負った[189]。原因はアイスクリーム製造機の組み立てミスによる、内部の破損であるのが判明した[190]。同日、沖縄県の店舗でも、マフィンにプラスチック片が混入していたことがわかった[188]。
- 2015年1月12日、同社は、福島県会津若松市の門田ヨークベニマル店で同1月1日に、販売されたチーズバーガーを食べた客から、「食べた際に違和感があり、異物が見つかった」と連絡を受け調べたところ、異物は長さ約5ミリの細長い鉄片で、調理場設備の清掃の際に出た、削りかすであるのが判明したと発表した[191][192]。
- 2015年1月、同社三沢店（青森県三沢市）で販売されたチキンマックナゲットにビニール状の異物の混入があったと発表された。その後調査が行われたが、発見された異物はポリアセタールのフィルム片で、タイの加工工場でも店舗でも使用されていない材質であり、混入経路は特定されなかった[187][193]。ビニール状の異物は、2014年12月に、同社大分明野店（大分県大分市）で販売されたチキンクリスプからも発見されていたが、回収にあたった店員が異物を誤って紛失させたため、混入原因などの調査は行われなかった[194]。
- 2015年2月6日、同社は昨年12月に販売されたてりやきマックバーガーを食べた客から「金属のような異物の混入が歯で確認できたが、誤って飲み込んでしまった」と苦情があり、客が医療機関で内視鏡検査を受けたところ、体内に異物が見つかっていたのを公表した。異物は長さ約7ミリのねじで、金属探知機による検査などを行っている製造過程での混入は考えにくいとした。調理場設備の点検も行ったが、異常はなかったという。問題が起きた店舗名については、客の個人情報に配慮した結果、明かせないとした[195][196]。
- 2018年8月7日、同社は石川県金沢市の金沢有松店で同月2日に販売されたソーセージエッグマフィンに、人の歯と見られる異物が混入していたことが明らかになった。同社によると、パンは国内、豚肉のパティはアメリカの調達先の工場で生産したもので、同社は異物が混入した詳しい経緯は調査中である[197]。

#### 調理場衛生問題
2014年8月、実店舗の調理場で仕事体験をさせる子供向けツアー（マックアドベンチャー）で、名古屋市の店舗が衛生上の理由で本来、マクドナルドの制服の着用を定めた社内規定に違反し、子供や親に衛生指導を徹底せず私服のまま調理場に立ち入らせていたことが店内にいた客からの苦情で発覚した。

#### 中国メーカー製の期限切れチキンナゲット販売
2014年7月、上海市のテレビ局「東方衛視」が、上海福喜食品で「使用期限切れの食肉」を混ぜていたこと、素手で肉を扱ったり、床に落ちた肉を機械に入れて、そのまま製造して出荷されたことが報じられ、これを受けて日本マクドナルドは「チキンマックナゲット」の全体の約2割が上海福喜食品製であることを発表し、同社製のチキンナゲットの販売を7月21日から順次停止した。特に約500の店舗では上海福喜食品製であるため、一時チキンナゲットが欠品となった。更に7月25日から上海福喜食品製以外の中国産鶏肉を使用した8種の商品についても販売を中止した。中国からの調達は再開せずにすべての鶏肉をタイから調達することとなった。床に落ちたパティ、チキンナゲットなどを、そのまま製造ラインに戻すスクープ映像が上海のテレビ局、上海衛視により放映された。これらの商品は日本マクドナルドの「チキンマックナゲット」やファミリーマートの「ガーリックナゲット」として使用されていた。

#### 賞味期限切れ商品の販売
2007年（平成19年）11月、日本マクドナルドとフランチャイズ契約をしていた企業が運営する4店舗にて、商品に表記される調理日時の改竄、賞味期限切れ原材料の使用、賞味期限切れ商品の販売、といった不祥事が発覚した。日本マクドナルドは該当する4店舗を直営店に移行させ、社長の原田泳幸が記者会見で謝罪した。その後、別の直営店の元店長代理の証言に基づき、フランチャイズ店だけでなく他の直営店でも調理日時の改竄が行われていたと報道された。その際、元店長代理が手許に保管していたマクドナルドの名札・制服を着用し『報道ステーション』内のVTRで証言したため「店長がアルバイトの制服を着ているのはおかしい」、「辞めた人が制服を着ているのはおかしい」 などの指摘が相次ぎ、テレビ朝日広報部は「女性の証言内容に間違いはないですが、映像表現として適切さを欠いた」 とし、番組内でキャスターの古舘伊知郎が謝罪している。週刊現代2007年（平成19年）12月22・29日号では元従業員、2008年1月12日号では現役店長による「衛生管理の問題点がある」といった内容の記事が掲載された。

#### 牛乳から大腸菌検出
2007年（平成19年）7月18日、明治乳業と日本マクドナルドは18日、明治乳業の子会社が製造し、日本マクドナルド店舗で販売した牛乳「MILK」（220ミリリットル）に大腸菌群が混入した恐れがあるとして、販売済みの146本を自主回収すると発表した。出荷時検査で「一部陽性」の反応が出たため。明治乳業は「お客様と日本マクドナルドに多大なご迷惑をお掛けしおわびしたい」（広報室）としている。

### 労働・社会問題など

#### 夜間清掃
1991年に、夜間清掃担当者について『マクドナルドの勝手裏』（青木卓 技術と人間）が出版された。
2004年（平成16年）ごろまでメンテ（メンテナンスマン）という夜間清掃専門のアルバイトがいたが「売上ならない仕事をするどうでもいい奴ら」とばかりの社員による差別・嫌がらせがあった。結果、メンテ募集のCMまで放映され、上記の書にて差別・嫌がらせの実態が取り上げられた。

#### レジカウンターメニュー廃止
日本マクドナルドは2012年（平成24年）10月1日から「待ち時間の短縮」を目的として、「メニュー表」をレジカウンターから廃してカウンター上部のメニューボードや店内掲示などに限定した。この変更についてJ-CASTニュースは、「レジに立たずともメニューを吟味できる」と肯定的な意見や「セット商品を買わせるため」「高齢者や障害者にとって不便になる」と否定的な意見など「ネット上で物議を醸している」とし、「レジが30秒短縮されれば、売り上げが5%伸びる」と社長のコメントをあわせて報じた。

#### 景品グラス不具合
2012年6月19日から7月18日にかけて「オリンピック応援　コークグラスキャンペーン」で配布したグラスの一部で縁や内側に小さな突起が生じ、使用した78人から擦り傷を負ったと申し出があり、8月10日から回収や交換を行なった。製造元である台湾のメーカーにおける金型の不備が原因とされた。

#### 過労残業代不払と残業代支払訴訟
2005年（平成17年）12月22日に埼玉県熊谷市内の日本マクドナルド直営店舗店長は、日本マクドナルドに未払いの残業代と慰謝料を求めて提訴した。
裁判で原告の妻は「ずっと過酷な勤務状態を見ていたので、過労死せずに生きていてよかった」と述べ、店長は管理監督者であるか否かについて争った。2008年（平成20年）1月28日に東京地方裁判所は、マクドナルド直営店の店長は正社員約4500余人中約1715人（2007年（平成19年）9月現在）で「アルバイトの採用権限はあるが、将来、店長などに昇格する社員を採用する権限がない」「一部の店長の年収は、部下よりも低額」「労働時間に自由がない」ことを認め、「経営方針などの決定に関与せず、経営者と一体的立場の管理職とは言えない」として、日本マクドナルドに残業代など計約750万円の支払いを命じた。日本マクドナルドは控訴を検討と伝えられた。ファストフード業界は店長を残業代の支払い対象としていない企業もあるが、「店長でも、長時間労働に見合った残業代を支払うのは当然」（吉野家）、「店長の給与水準が極めて低い日本マクドナルドの事例は極端」（大手ファストフード会社）などの反応 が報じられた。
日本マクドナルドが和解金約1,000万円支払うことなどを条件に和解した。2008年3月に元店長4人が同社に残業代など計約1700万円の支払いを求めた訴訟も、2009年8月26日に和解した。

#### マックカフェ難民
ネットカフェ難民などはネットカフェ代金がない時に、24時間営業のマクドナルドでコーヒーなど100円の商品を単品購入して店内客席で夜を明かしている。深夜は客席を閉鎖してドライブスルーやテイクアウト販売のみ、終夜営業を取り止め、など施策を発表した店舗もある。

#### 景品のコンピュータウイルス汚染
日本マクドナルドは、2006年（平成18年）8月に実施し、「GET!MP3/MP3が当たる!」キャンペーンの賞品である携帯音楽プレーヤーを当選者へ9月29日に発送した商品の一部が、トロイの木馬、ワーム、スパイウェアに感染していたことを10月13日に発表。それと合わせ、すべての発送品を新品へ交換することも発表した。当選者から「賞品をパソコンに接続するとウイルス対策ソフトのウイルス検知メッセージが出た」など12日までに苦情が7件あった。→ウィキニュース

#### 直営店のアルバイト賃金と社員時間外手当の不適切管理
2005年（平成17年）5月下旬に兵庫県内にある直営店の労働実態調査を行った労働基準監督署は「日本マクドナルドの直営店舗のアルバイトの賃金と社員の時間外手当の算出方法に誤りがある」と指導した。日本マクドナルドは2005年8月1日に新勤務時間管理方式を導入し、過去2年分に遡及して日本国内の直営店のアルバイトや社員の未払い賃金を支給するとした。

#### キャンペーン早期終了
2017年4月20日に開始した「怪盗ナゲッツ親子を捕まえろ！」キャンペーンを、応募多数で早期終了した。システムを悪用してYouTuberのアカウントへ荒らしが行われたと報じている。

#### 景品表示法違反
消費者庁は2018年（平成30年）7月24日に、2017年（平成29年）に限定販売した「東京ローストビーフバーガー」と「東京ローストビーフマフィン」に「成型肉」を使用したのに「ブロック肉」を使っているかのように不当に表示したのは景品表示法違反（優良誤認）に当たるとして、日本マクドナルドに再発防止を求める措置命令を出した。2019年（令和元年）5月24日に2,171万円の課徴金納付を命じた。

#### 従業員が客に激昂
2024年5月にマクドナルド柏店で、男性店員が男性客に「こいつは俺を侮辱した」「うるせーな！今すぐ帰れ」「表へ出ろ、この野郎」と罵声をあげるなど激昂し、複数の女性店員が当該店員を抑制する様子がSNSで拡散した。のちに警察官が臨場した。

## 歴代キャッチコピー
| 代 | キャッチコピー                       | 使用時期                                       | CMソング | 解説 |
| -- | ------------------------------------ | ---------------------------------------------- | --- | --- |
| 1  | 味なことやる マクドナルド            | 1970年代（1973年（昭和48年）使用開始）         | 「味なことやるマクドナルド」 歌：尾形道子 「マクドナルドの美味しい笑顔」 作詞：博報堂、作曲：梅垣達志、歌：梅垣達志・尾形道子 | CM末尾でサウンドロゴとして流れていた。 また、1996年の25周年CMでも使用された。 |
| 2  | 世界のことば マクドナルド            | 1979年（昭和54年） - 1984年（昭和59年）        | - | テーマソングが存在していた。初代キャッチコピー同様、サウンドロゴとして使用されたが初代のメロディとは異なる。 |
| 3  | おいしい笑顔 マクドナルド            | 1985年（昭和60年） - 1988年（昭和63年）        | - | - |
| 4  | だから… マクドナルド                 | 1989年（平成元年） - 1992年（平成4年）         | - | 歌詞が異なる複数のパターンのテーマソング（メロディは同一）が存在し、それまでのキャッチコピーと同様にテーマソングの末尾をサウンドロゴとして使用していた。 |
| 5  | おいしいね、マクドナルド             | 1992年（平成4年）頃 - 1995年（平成7年）3月頃   | - | サウンドロゴは「だから…ー」のテーマソングから「マクドナルド」の部分のみ使用。 |
| 6  | いい顔いっぱい、バリューがいっぱい。 | 1995年（平成7年）4月 - 1998年（平成10年）3月頃 | - | CM末尾で「マークドナールドー」のサウンドロゴが流れる。 |
| 7  | いつでもそこに マクドナルド          | 1998年（平成10年） - 2001年（平成13年）頃      | - | |
| 8  | スマイルそして スマイル              | 2002年（平成14年） - 2003年（平成15年）頃      | - | |
| 9  | i'm lovin' it                        | 2003年（平成15年）9月 - 2018年（平成30年）     | - | 全世界統一キャッチコピーの導入により使用開始。「パラッパッパッパー」のサウンドロゴで知られ、これまでのキャッチコピーとは違い商品パッケージ等にも盛んに表示している。2019年以降は使用を取りやめているが、「パラッパッパッパー」のサウンドロゴは引き続き使用されている。 |

## 提供番組

### テレビ
- 番組の提供におけるスポンサークレジットは2004年5月21日より、カタカナの「マクドナルド」から変更されたあと、2018年6月以前はテレビ東京系列(TXN) とTBS系列 (JNN) は「」で、それ以外の系列局は「 McDonald's」と表記されていたが、2018年7月より2019年度末まで全ての系列局で後者の表記に統一されていた。2020年度からは系列を問わず全番組を「」に刷新して表記されている。基本的にテレビCMは『サザエさん』（提供は1998年11月 - 2012年9月まで）を除くテレビアニメ、子供番組ではハッピーセットとして☆、その他の番組ではマクドナルド自身や商品のテレビCMを放送している。
- 2011年7月24日の日本の地上デジタルテレビ放送への完全移行後も、テレビCMについてはハイビジョンで制作されたテレビCMは、1社提供番組の特別編を除き、1本も無く全てSD制作であったが、2012年の"Big America"の第三弾である「グランドキャニオンバーガー」から、ハイビジョン制作のテレビCMになった。これ以前のテレビCMは引き続きSD制作のままであった。

#### 一社提供
- 現在
  - 現時点ではなし
- 過去
  - ムッシュかまやつ 青春交差点
  - 全力!Tunes（日本テレビ系）
  - 弟子っちょピカ丸（同）
  - Beポンキッキ（BSフジ）☆ - 2010年度、金曜のみ。

#### 複数社提供
現在
- 日本テレビ系（全番組とも、絨毯つきのカラー表示（日本テレビ制作分は2020年10月より、読売テレビ制作分は2021年4月より）。）
  - 名探偵コナン（読売テレビ制作）☆
  - 有吉ゼミ（2019年10月より） ※後半ナショナルスポンサー。
  - 世界まる見え!テレビ特捜部（2020年4月より）※『天才!志村どうぶつ園』から移動。
  - 月曜から夜ふかし（2022年4月より、月曜22時台昇格後。）※『深イイ話』から移動の上、21時台と枠交換。
  - 踊る!さんま御殿!!
  - 有吉の壁（2020年4月より）※後半ナショナルスポンサー。同業者のケンタッキーフライドチキンもスポンサー。
  - 上田と女が吠える夜
  - ダウンタウンDX（読売テレビ制作）
  - 沸騰ワード10 ※前半ナショナルスポンサー。
- テレビ朝日系
  - ドラえもん（第2期）（2005年4月の開始より2019年9月までは金曜19時前半枠、2019年10月より土曜17時枠）☆
  - ニチアサシリーズ各番組☆（後述のスーパー戦隊シリーズを含む）
    - プリキュアシリーズ（朝日放送テレビ制作）（2004年2月1日の『ふたりはプリキュア』より開始）
    - 仮面ライダーシリーズ（2000年1月30日の『仮面ライダークウガ』より開始だが2007年3月25日の『仮面ライダー電王』の放送回まで一時提供していたが2010年4月4日の『仮面ライダーW』の放送回より再開した。）

  - 朝だ!生です旅サラダ（2016年4月より、朝日放送テレビ制作）
  - くりぃむクイズ ミラクル9（2020年4月より） ※隔週で前半・後半入れ替え。
  - マツコ&有吉 かりそめ天国（2020年10月より） ※別パートで同業者のケンタッキーフライドチキンもスポンサー。
  - ロンドンハーツ（2019年10月より） ※関東ローカル。
  - 相葉マナブ（2013年4月より9月まで・2022年4月より） ※マークのみ、それまで提供していた大正製薬から引き継いだ。
  - 芸能人格付けチェックお正月スペシャル（朝日放送テレビ制作） ※奇数年（2009年以降）
- TBS系
  - アッコにおまかせ! （2017年4月より）
  - バナナマンのせっかくグルメ!!
  - マツコの知らない世界
  - ニンゲン観察バラエティ モニタリング（2013年4月より）
  - 炎の体育会TV
  - ジョブチューン
  - 日5（MBS制作、2023年1月8日より、ヒッチハイク）※「ハッピーセット」名義。
  - 情熱大陸（同上、2023年1月8日より、ヒッチハイク）
- フジテレビ系
  - 世界の何だコレ!?ミステリー
  - めざまし8（2021年10月より）※マークのみ。
- テレビ東京系 ※すべて☆。
  - ポケットモンスターシリーズ ※ヒッチハイク（1時間以上のスペシャル放送時はクレジットあり）
  - ポケモンとどこいく!?
  - BEYBLADE X
  - トミプラワールド のりのりタイムズ!!

過去
- 日本テレビ系
  - エンタの神様
  - 嵐にしやがれ
  - モクスペ
  - どっちの料理ショー（読売テレビ制作）
  - クイズ世界はSHOW by ショーバイ!!→新装開店SHOW by ショーバイ!!→新装開店!SHOW by ショーバイ2
  - 天才・たけしの元気が出るテレビ!!
  - スーパースペシャル（19時台）
  - とんねるずの生でダラダラいかせて!!
  - 踊る!さんま御殿!!（2001年度より2007年度まで）（番組自体は継続中）
  - ぐるナイ（1994年度より2012年9月まで）（番組自体は継続中）
  - 真相報道 バンキシャ!（2010年度より2012年9月まで）（番組自体は継続中）
  - 犬夜叉
  - ブラック・ジャック
  - 結界師
  - ヤッターマン☆
  - 夢色パティシエール☆
  - 火曜サプライズ ※後半ナショナルスポンサー。2020年10月より絨毯つきのカラー表示。
  - ザ!世界仰天ニュース（2001年4月より2012年9月まで:番組自体は継続中）
  - みんなのアメカン ※前半ナショナルスポンサー。
  - ガチ?ガセ?バラエティー なるほどHS ※前半ナショナルスポンサー。
  - 永遠の仔
  - 1億人の大質問!?笑ってコラえて! ※後半ナショナルスポンサー（2012年10月 より2013年9月まで:番組自体は継続中）。
  - ネプ&イモトの世界番付 ※前半ナショナルスポンサー。
  - 水曜ドラマ（番組自体は継続中）
  - 解決!ナイナイアンサー
  - 衝撃のアノ人（レギュラー放送版） ※後半ナショナルスポンサー。
  - 行列のできる法律相談所（2013年10月より2016年3月まで、番組自体は継続中、2021年10月に『行列のできる相談所』へ改題）後任は家庭教師のトライ。
  - 天才!志村どうぶつ園 ※後半ナショナルスポンサー。
  - 深イイ話
  - しゃべくり007 ※月曜22時時代。 （2012年10月より2022年3月まで、番組自体は継続中）
  - 今夜くらべてみました（水曜ゴールデン昇格後）※『解決!ナイナイアンサー』から移動の上、火曜と枠交換。
  - 金曜ロードショー（2009年4月より2022年3月まで、番組自体は継続中）※隔週で前半・後半入れ替え。30秒縮小分のマツダから引き継いだ。後任は大和ハウス。
  - 月曜から夜ふかし（2022年4月より2022年9月まで、月曜22時台昇格後、番組自体は継続中。）※『深イイ話』から移動の上、21時台と枠交換。後任はモビットとアコム。
- テレビ朝日系
  - メタルヒーローシリーズ（1996年の『ビーファイターカブト』では30秒であるが、1997年の『ビーロボカブタック』と1998年の『テツワン探偵ロボタック』は各30秒ずつ（15秒×2）となっている）
  - 燃えろ!!ロボコン☆
  - 美少女戦士セーラームーン
  - クレヨンしんちゃん
  - スーパー戦隊シリーズ☆（『サザエさん』（フジテレビ系）から移動。2012年10月28日の『特命戦隊ゴーバスターズ』放送回から2023年3月26日の『王様戦隊キングオージャー』の放送回まで提供）（番組自体は継続中だが、前述の「仮面ライダーシリーズ」と「プリキュアシリーズ」は引き続き提供クレジットは継続した）※後任はアイ工務店が提供。
  - 機動戦士Vガンダム
  - ドラえもん（第1期）☆（番組自体は第2期として継続中）
  - わらいのじかん
  - Oh!どや顔サミット（朝日放送製作）
  - 関ジャニの仕分け∞
  - ガリレオヒット脳研
  - 朝日放送テレビ制作日曜朝8時30分枠のアニメ
    - ご近所物語（朝日放送制作）☆
    - 花より男子（朝日放送制作）☆
    - 夢のクレヨン王国（朝日放送制作）☆
    - おジャ魔女どれみシリーズ（朝日放送制作）☆
    - 明日のナージャ（朝日放送制作）☆

  - ミュージックステーション（番組自体は継続中）
  - ナニコレ珍百景（番組自体は継続中）
  - 相葉マナブ（2013年4月より9月まで）（番組自体は継続中）
  - いきなり!黄金伝説。
  - 地獄先生ぬ〜べ〜☆
  - ボボボーボ・ボーボボ☆
  - ビートたけしのスポーツ大将
  - 世界の村で発見!こんなところに日本人（朝日放送テレビ制作）
- TBS系
  - アッコにおまかせ!（1998年4月5日〜2002年3月31日）
  - ランキンの楽園
  - EXILE魂（MBS・TBS共同制作=MBS送出）
  - ママはぽよぽよザウルスがお好き（毎日放送制作）
  - 鋼の錬金術師（毎日放送制作）
  - ジャングルTV 〜タモリの法則〜（毎日放送製作）
  - ガキバラ帝国2000!→ガキバラ!
  - USO!?ジャパン
  - ドリーム・プレス社
  - 世界の日本人妻は見た!（2014年4月から2016年3月まで）
  - 土曜8時枠ドラマ
  - サタネプ☆ベストテン
  - イカさま☆タコさま
  - ネプの超法則!!
  - ウルトラシリーズ
  - 日10☆演芸パレード（毎日放送制作）
  - 金曜テレビの星!
  - 筋肉番付
  - 学校へ行こう!→学校へ行こう!MAX
  - リンカーン
  - ぴったんこカン・カン
  - 星のカービィ（中部日本放送制作）☆
  - カミワザ・ワンダ☆
  - 新幹線変形ロボ シンカリオン☆
  - 水曜日のダウンタウン（番組自体は継続中）
  - 月曜ゴールデン
  - 超!よしもと新喜劇（毎日放送制作、1998年4月より9月まで）
- フジテレビ系
  - 月曜ドラマランド
  - 森田一義アワー 笑っていいとも!（隔日）
  - 金曜おもしろバラエティ→金曜ファミリーランド→木曜ファミリーランド
  - 〜あらゆる世界を見学せよ〜潜入!リアルスコープ
  - めちゃ×2イケてるッ!
  - 爆笑レッドカーペット
  - (株)世界衝撃映像社
  - タモリのスーパーボキャブラ天国→タモリの超ボキャブラ天国→新ボキャブラ天国→黄金ボキャブラ天国→家族そろってボキャブラ天国
  - 奇跡体験!アンビリバボー（1999年度より2000年度まで）（番組自体は継続中）
  - はねるのトびら（2005年10月（水曜20時台昇格後）より2011年9月まで）
  - HEY!HEY!HEY! MUSIC CHAMP
  - 関西テレビ制作火曜夜10時枠の連続ドラマ（提供表示は「M」）
  - ONE PIECE☆（番組自体は継続中）
  - こちら葛飾区亀有公園前派出所☆
  - ドラゴンボール改☆
  - ザ・ベストハウス123
  - その顔が見てみたい
  - 金曜日のキセキ
  - 爆笑レッドシアター
  - VVV6
  - 志村けんのだいじょうぶだぁ
  - 笑う犬シリーズ
  - ホンネの殿堂!!紳助にはわかるまいっ
  - ウッチャンナンチャンのやるならやらねば!
  - 土曜プレミアム（番組自体は継続中）
  - カスペ!
  - サザエさん（1998年11月より2012年9月まで）（番組自体は継続中。後任は味の素）
  - ドラゴンボール超☆
  - おじゃMAP!!
  - とんねるずのみなさんのおかげでした
  - 芸能人が本気で考えた!ドッキリGP（2022年10月より2023年3月まで）※マークのみ。それまで提供だったマツダから引き継いだ。後任は同業者のケンタッキーフライドチキン。
  - ジャンクSPORTS
- テレビ東京系
  - はれときどきぶた
  - 天空のエスカフローネ
  - 陸奥圓明流外伝 修羅の刻
  - X-MEN
  - GEAR戦士電童
  - スクライド
  - 出撃!マシンロボレスキュー
  - とっとこハム太郎☆
  - パワーパフガールズ☆
  - ベイブレードシリーズ☆
    - 爆転シュート ベイブレード☆
    - メタルファイト ベイブレード（「4D」の途中まで）☆
    - ベイブレードバースト（「超ゼツ」まで）☆

  - ロックマンエグゼシリーズ☆
  - わがまま☆フェアリー ミルモでポン!シリーズ☆
  - NARUTO -ナルト-☆
    - NARUTO -ナルト- 疾風伝☆

  - BLEACH☆
  - おはスタ☆（番組自体は継続中）
  - のりスタ!シリーズ☆
  - アニマル横町☆
  - きらりん☆レボリューション☆
  - おはコロシリーズ☆
  - TVチャンピオン
  - 遊☆戯☆王デュエルモンスターズ☆
  - 遊☆戯☆王デュエルモンスターズGX☆ ※2006年3月で降板、その後は再放送における提供も務めている。
  - 冒険遊記プラスターワールド☆
  - ケロロ軍曹☆
  - 銀魂☆
  - 家庭教師ヒットマンREBORN!☆
  - 極上!!めちゃモテ委員長☆
  - クロスゲーム☆
  - ひめチェン!おとぎちっくアイドル リルぷりっ☆
  - カードファイト!!ヴァンガード☆
  - プリティーシリーズ（『キラッとプリ☆チャン』まで）☆
  - FAIRY TAIL☆
  - ズーブルズ☆
  - LINE TOWN☆ ※不定期。
  - JAPAN COUNTDOWN☆ ※テレビ大阪制作枠、2017年10月から。
  - アイカツ!シリーズ☆
  - ガイストクラッシャー☆
  - デジモンユニバース アプリモンスターズ☆
  - スナックワールド☆
  - ブラッククローバー☆
  - ガールズ×戦士シリーズ☆
  - テレビ大阪制作日曜朝9時30分枠のアニメ（テレビ大阪制作、2020年4月 - 2022年3月、30分枠時代）☆
  - 妖怪ウォッチシリーズ（一部の例外作品では提供されているが、『妖怪ウォッチJam 妖怪学園Y 〜Nとの遭遇〜』は不定期）☆
  - シンカリオン チェンジ ザ ワールド☆

### ラジオ
- J-WAVE、FM802、ZIP-FMのJAPAN FM LEAGUE3局で2009年4月から2014年9月まで「HOT 100」（企画ネット番組）のスポンサーを担当していた。番組中に発表されるラッキーナンバーを番組のケータイサイトにアクセスするとモバイルクーポンを進呈した。オリジナルの連続ラジオドラマ仕立てのCM（2009年度は『ギターマン』、2010年度は『100スマイルストーリーズ』と『くるみのクルーDays』、連続ドラマ仕立ては2010年度で終了）も放送されていた。
- McDonald's HAPINESS×hapiness（TOKYO FM・JFN系全国37局ネット）2014年4月から2015年4月まで放送。2010年4月より前番組『McDonald's SOUND IN MY LIFE』のスポンサートヨタ自動車に代わり冠スポンサーになった。上記『HOT 100』同様、オリジナルのラジオCMも放送された。
- 生島ヒロシのおはよう一直線（TBSラジオ・JRN系）月曜のコーナー『マクドナルド おはようMusic Cafe』のスポンサー。CMは月曜以外でも流れている。
- α-STATION（平日正午のラジオ時報CM。同局では基本的に時報が存在しないが、この時間のみ時報が流れる）
- JFN（平日の午前5時から午前9時までの共通時報。東日本と西日本で時報の内容が異なる。1990年代 - 2012年9月まで流されていたが、現在その枠は、オートバックスに変わっている）
- 2011年1月10日（成人の日）には「ホリデースペシャル」として全民放ラジオ局100社で「Big America 2 Radio Special Program!」を企画ネット。

### サクラ

#### 1,000人のサクラで行列
2008年12月23日、同社御堂筋周防町店（大阪市中央区）で、クォーターパウンダーが関西地域では初めて発売され長い行列ができるなどメディアで大きく取り上げられた。1日あたりの店舗売上高1,002万円で過去最高を記録したと同社公式サイトに掲載した。しかし、実際には人材派遣会社から派遣されたアルバイト1,000人が、客として行列に並び商品を購入していたことが明らかになった。行列先頭で徹夜したり、何度も行列に並んだアルバイターもいるという。その後、先行して開店した東京の店でも同様のアルバイターが動員されていたことが報道された。
マクドナルド広報は大阪の件を「商品モニター」であるとして「サクラ」であることを否定した。しかし、発覚の原因となった人材派遣会社のアルバイト募集告知では「新商品を、並んで、買って、食べるだけ」「商品購入のエキストラのお仕事」となっており、モニターであるとはどこにも書いていない。
アルバイター1000人のうち商品や接客についてのアンケートに答えたのは300人程度であり、モニターであるなら7割がアルバイト代をもらっているのにデータを提供していないことになる。「1000人分の売り上げは50万円ぐらい なので、それを差し引いたとしても、過去最高の記録は覆らない」としているが、客は店の前に行列があるとそれに釣られて並びたくなるのが心理学でも実証されており、単純に1000人の購入分だけをアルバイターの影響とする主張にも疑問が残る。
後から発覚した東京の件では、「発売日を盛り上げたかった。並んでもらったのはマーケティング手法の一つ。」として、意図的に行列を作ったことは認めたが、サクラであることは「サクラの定義がないので何とも言えない」として公式に認めることはしなかった。

## 歴代CM出演者

### 現在のCM出演者
- 岡田准一 - 朝マック、プレミアムローストコーヒー
- 山田杏奈 - 朝マック
- 妻夫木聡 - ポテナゲ、倍バーガー、ひるマック
- 濱田岳 - ひるマック
- AiScReam - ひるマック
- 唐沢寿明 - 夜マック
- 多部未華子 - グラコロ、セット500
- 宮崎あおい - てりたま、フラッペ
- 堺雅人 - サムライマック、各種キャンペーン
- 中嶋優月・村山美羽（櫻坂46）- サムライマック
- 守屋麗奈（櫻坂46）- ビッグマック
- ナイツ（塙宣之・土屋伸之） - スパイシーチキンマックナゲット
- とにかく明るい安村 - チーズベーコンポテトパイ
- 広瀬すず - フラッペ
- XG - #リアタイマクパ
- マユリカ - マックのお菓子スイーツ
- 永作博美 - ドライブスルー
- AMEMIYA - ドライブスルー モバイルオーダー
- 永山瑛太 - アルバイト・パート募集

### 過去のCM出演者
- 竹原ピストル - ビッグマック
- 伊藤沙莉 - ポテナゲ、三角チョコパイ、とろけるホットパイ、ひとくちチュロス
- 古川琴音 - とろけるホットパイ
- 岡田将生 - ひとくちチュロス
- 塙宣之（ナイツ） - ポテナゲ、スパイシーチキンマックナゲット 黒胡椒ガーリック
- 平野紫耀・神宮寺勇太・岸優太（Number_i） - チキンマックナゲット
- ひょうろく - ポテナゲ
- 山下智久 - フラッペ
- 麻生久美子 - スパイシーチキンマックナゲット 黒胡椒ガーリック
- 谷口愛季（櫻坂46） - ポテナゲ
- 青木マッチョ（かけおち） - ひるマック
- ニューヨーク（嶋佐和也・屋敷裕政）- マックフルーリー ニューヨークチーズケーキ
- 木村拓哉
- ダンディ坂野
- 真木よう子
- 西島秀俊
- 長谷川博己
- 井口理（King Gnu）
- 藤吉夏鈴（櫻坂46）- サムライマック
- 久保史緒里（乃木坂46）
- 五百城茉央（乃木坂46）
- 石田ゆり子
- 志尊淳
- 上白石萌歌
- 池田エライザ
- 井ノ原快彦
- オードリー（若林正恭・春日俊彰）
  - 春日俊彰 - ご当地てりやきJAPAN
- かまいたち（山内健司・濱家隆一）- ひるマック
- 斉藤慎二（当時ジャングルポケット）
- 中島颯太（FANTASTICS from EXILE TRIBE）
- LiLiCo
- KinKi Kids（堂本光一・堂本剛）
- 常盤貴子
- 前田敦子
- 岡田将生
- 吉岡里帆
- 岡崎体育
- 鈴木京香
- オダギリジョー
- 村上虹郎
- 高橋一生
- 岩井七世
- 原田泰造（ネプチューン）
- 夏木マリ
- 寺田心
- 福沢朗（フリーアナウンサー）
- 上國料萌衣
- 関口メンディー（当時GENERATIONS from EXILE TRIBE）
- 高橋克実
- 真飛聖
- 岡部大（ハナコ）
- 厚切りジェイソン
- 山本舞香
- 林遣都
- 玄理
- 指原莉乃
- 前野朋哉
- 松重豊
- 手塚理美
- 武井壮
- RIIZE
- 宮崎美子
- 山田邦子
- 陣内孝則

キャラクター
- めぞん一刻、きまぐれオレンジロード、超時空要塞マクロス
- ハローキティ - 堺雅人と共演
- 名探偵コナン
- ルパン三世（ルパン、次元大介、石川五エ門、峰不二子、銭形幸一（銭形警部））
- ONPIECE
- ドラえもん
- ディズニー - ミッキーマウスなど
- 新世紀エヴァンゲリオン
- タッチ
- ドナルド・マクドナルド（公式キャラクター）

ほか

## 日本マクドナルド出身の人物
- 有村治子[226]- 自民党参議院議員。日本マクドナルドらの全面的支援で[要出典]当選
- 臼井興胤 - コメダホールディングス社長、セガ元社長
- 笠真一 - 日本ウェンディーズ社長を経て、バーガーキング・ジャパン前社長
- 鴨頭嘉人 - 経営者、YouTuber
- 香坂伸治 - クリスピー・クリーム・ドーナツ・ジャパン社長
- 紫関修 - ファーストキッチン社長
- ジーン中園 - 経営コンサルタント
- 田崎学 - 日本トイザらス元社長
- 中川健一 - 牧師（テレビ伝道師）、ハーベスト・タイム・ミニストリーズ主幹
- 村尾泰幸 - バーガーキング・ジャパン社長
- 八木康行 - 日本マクドナルドホールディングス社長を経て、リンガーハット元社長
- 保田圭 - 元モーニング娘。メンバー[227]

## 書籍

### 関連書籍
- 「マクドナルド わが豊饒の人材」（著者:ジョン・F.ラブ 訳者:徳岡孝夫）（1987年3月5日、ダイヤモンド社）ISBN 9784478320136
- 「残酷外食業界戦争」（著者:安藤政秀）（1987年3月25日、エール出版社）ISBN 9784753907564
- 「100人の部下を動かす「マクドナルドの店長」」（著者:山口広太）（1989年3月10日、経林書房）ISBN 9784767303246
- 「パート・アルバイトが20人のパート・アルバイトを動かすマクドナルドの「スウィング・マネジャー」 業界初売上高2000億達成の原動力」（著者:山口広太）（1991年12月20日、経林書房）ISBN 9784767303901
- 「マクドナルドの野望 トイザらス、ブロックバスターと狙う日本市場」（著者:佐藤敬）（1992年4月10日、にっかん書房/日刊工業新聞）ISBN 9784526031175
- 「なぜマクドナルドは2000億円企業になりえたか」（著者:山口広太）（1992年6月25日、経林書房）ISBN 9784767304045
- 「解明“マクドナルド"人材開発システム アルバイトから中堅幹部までの“企業内一貫教育"」（著者:平野淳）（1992年8月10日、実業之日本社 実日ビジネス）ISBN 9784408210018
- 「マクドナルドの魔術商法」（著者:宮崎文雄）（1998年10月15日、エール出版社）ISBN 9784753917761
- 「マクドナルド大百科」（著者:日本マクドナルド株式会社）（2000年9月11日、主婦と生活社）ISBN 9784391124514
- 「マクドナルド7つの秘密 ライバルたちの悲鳴が聞こえる コスト削減の秘密、株式公開の秘密、原価の秘密、利益の秘密ほか」（著者:宮崎文雄）（2001年7月15日、エール出版社）ISBN 9784753920853
- 「マクドナルド市場独占戦略」（著者:中山新一郎）（2001年7月16日、ぱる出版）ISBN 9784893868619
- 「マクドナルドのIT戦略」（著者:山口広太）（2001年8月30日、経林書房）ISBN 9784767308739
- 「藤田田の頭の中 ハンバーガーを和食に変えた男 マクドナルド独り勝ちの秘密」（著者:ジーン中園）（2001年9月1日、日本実業出版社）ISBN 9784534032805
- 「そこまでやるか！ マクドナルド13万クルーがサービスの達人に変わるとき」（著者:国友隆一）（2002年6月1日、日本実業出版社）ISBN 9784534034151
- 「マクドナルドはグローバルか 東アジアのファーストフード」（編者:ジェームズワトソン、訳者:前川啓治 竹内恵行 岡部曜子）（2003年1月31日、新曜社）ISBN 9784788508361
- 「マクドナルド化と日本」（編著:G.リッツア 丸山哲央）（2003年11月30日、ミネルヴァ書房）ISBN 9784623038671
- 「外食産業を創った人びと 時代に先駆けた19人」（編者:「外食産業を創った人びと」編集委員会）（2005年5月10日、日本フードサービス協会/商業界）ISBN 9784785502737
- 「日本マクドナルド社長が送り続けた101の言葉 人生はマーケティング」（著者:原田泳幸）（2008年2月22日、かんき出版）ISBN 9784761265021
- 「100円マックのホスピタリティ マクドナルドを復活させたホスピタリティ5つの鍵」（著者:山口廣太、画:夏木れい）（2008年4月14日、エイチアンドアイ）ISBN 9784901032926
- 「勝ち続ける経営 日本マクドナルド原田泳幸の経営改革論」（著者:原田泳幸）（2011年12月7日、朝日新聞出版）ISBN 9784023310162
- 「日本マクドナルド 「挑戦と変革」の経営 “スマイル"と共に歩んだ50年」（著者:日本マクドナルド）（2022年9月9日、東洋経済新報社）ISBN 9784492962046